# Francisco Goya

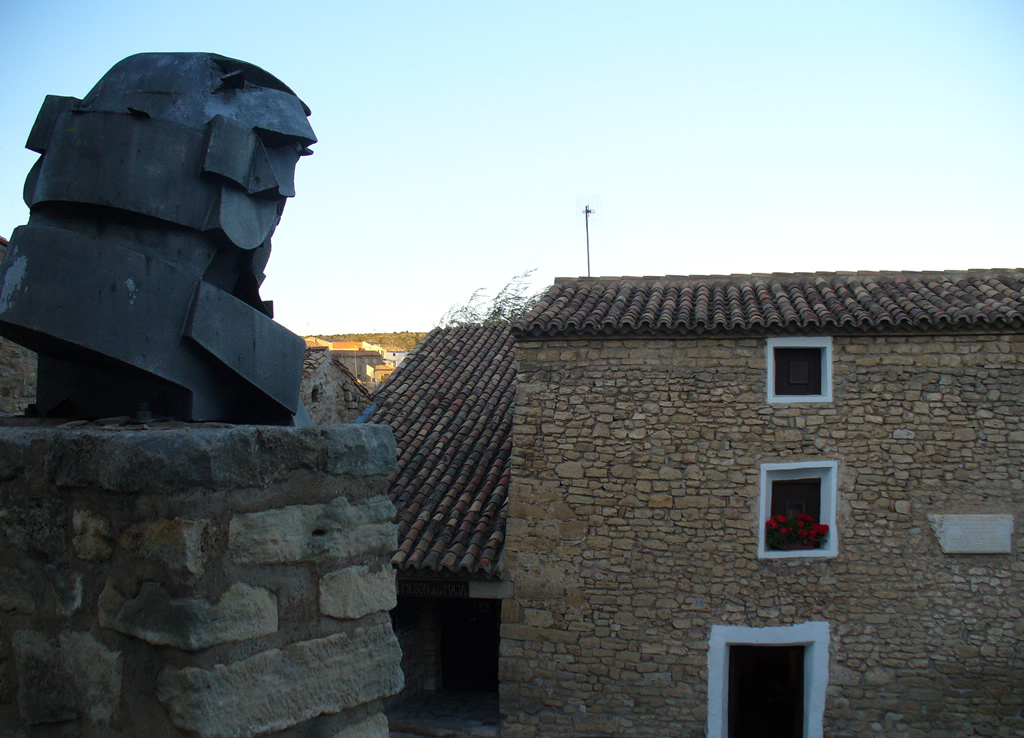
Dom w Fuendetodos, w którym urodził się Goya oraz pomnik malarza (po lewej)

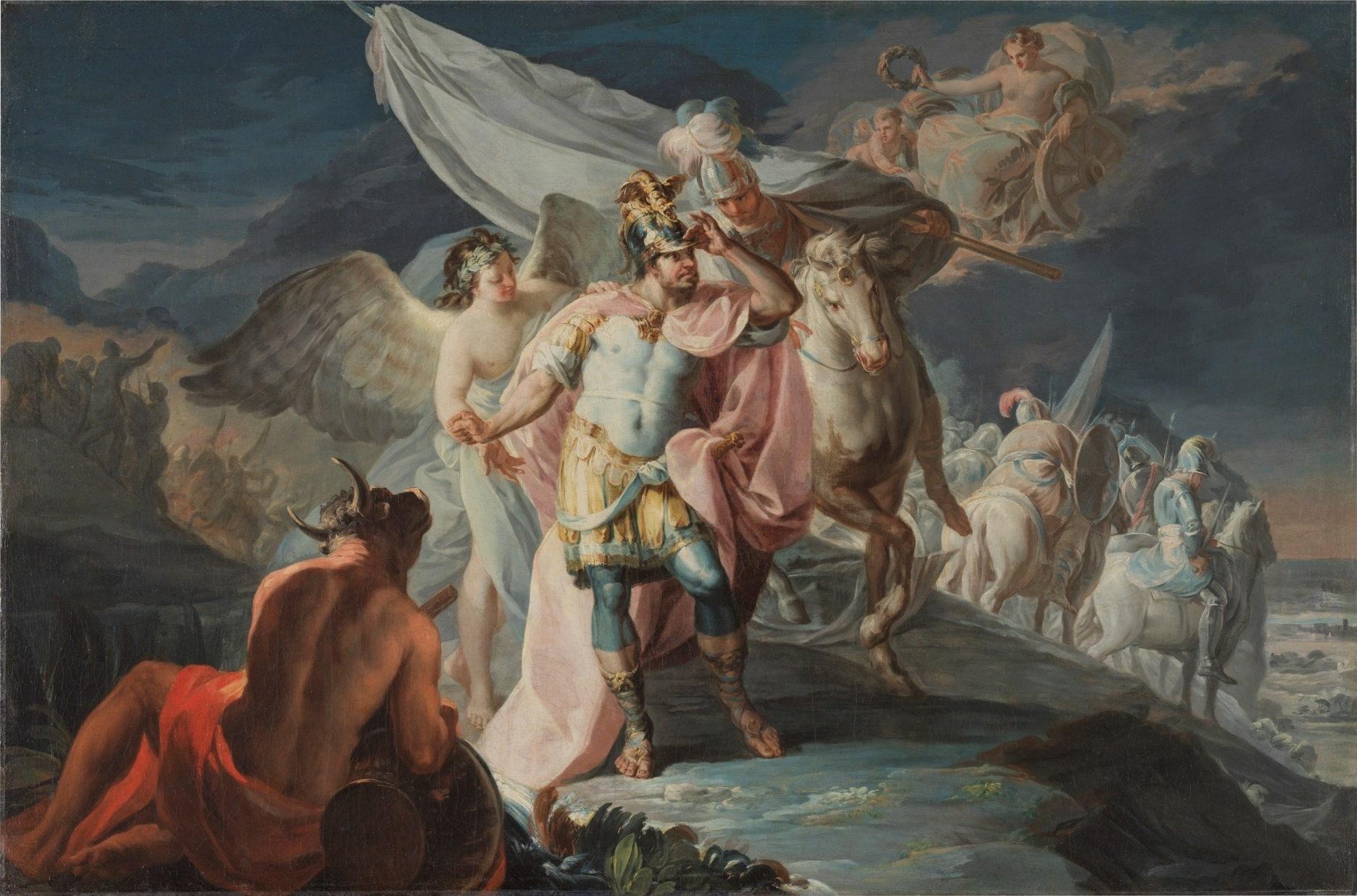
Hannibal zwycięzca po raz pierwszy spoglądający z Alp w kierunku Italii (1771)

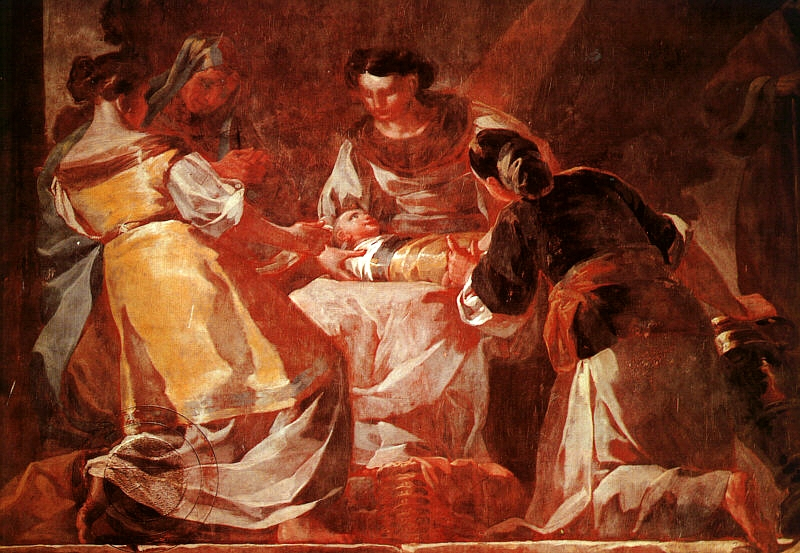
Narodziny Marii, fragment fresku w Aula Dei (1774)

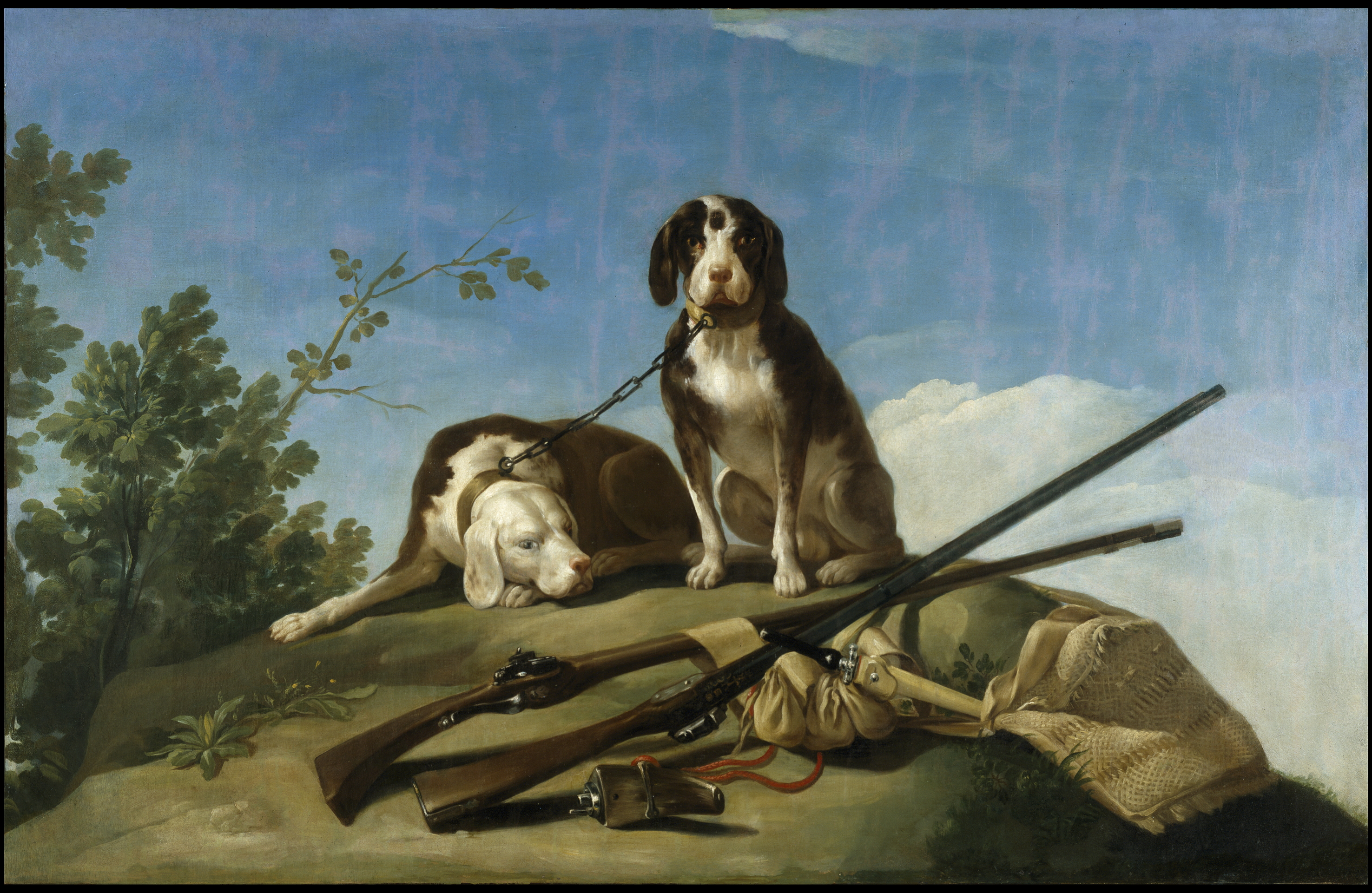
Psy na smyczy (1775)

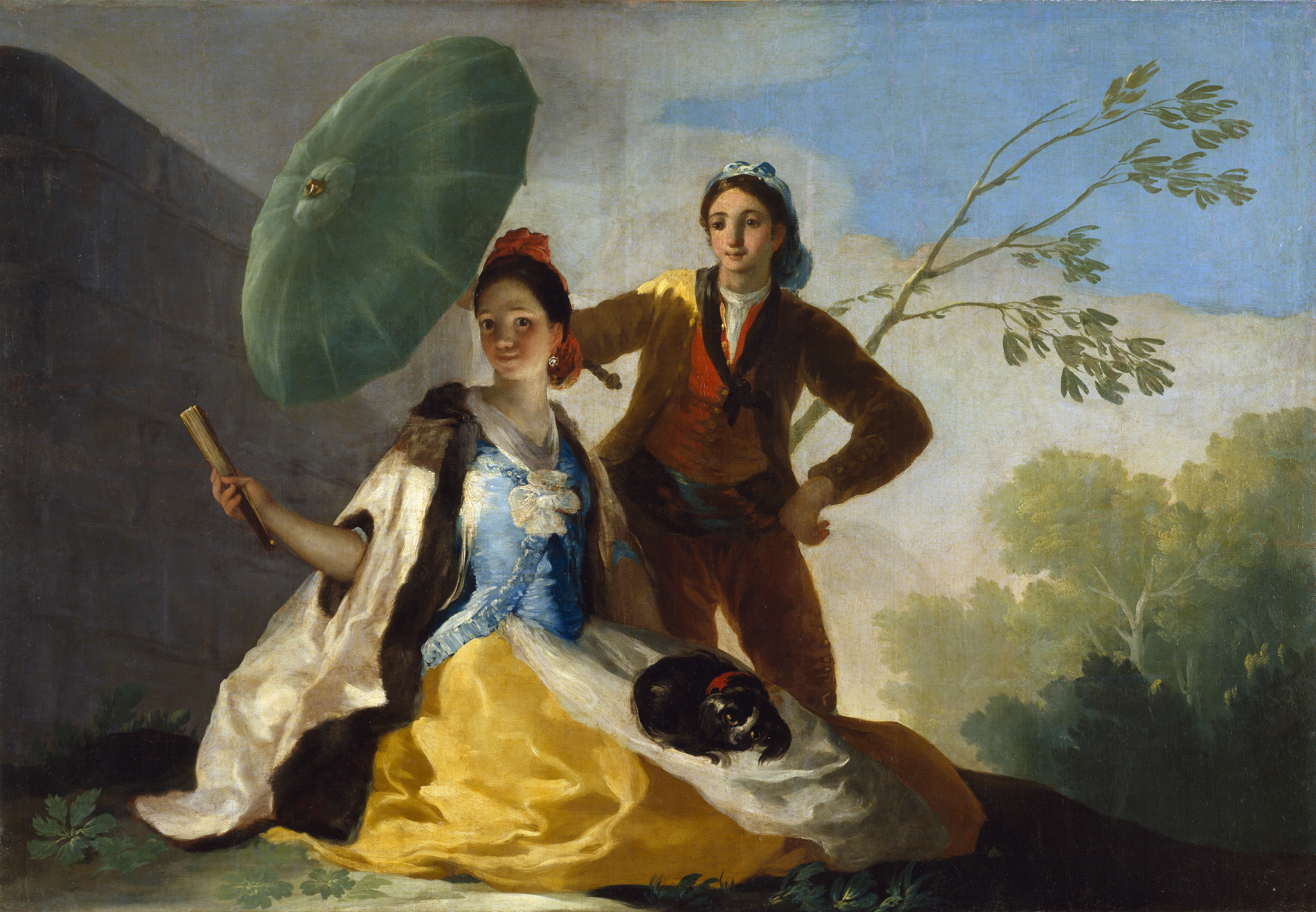
Parasolka (1777)

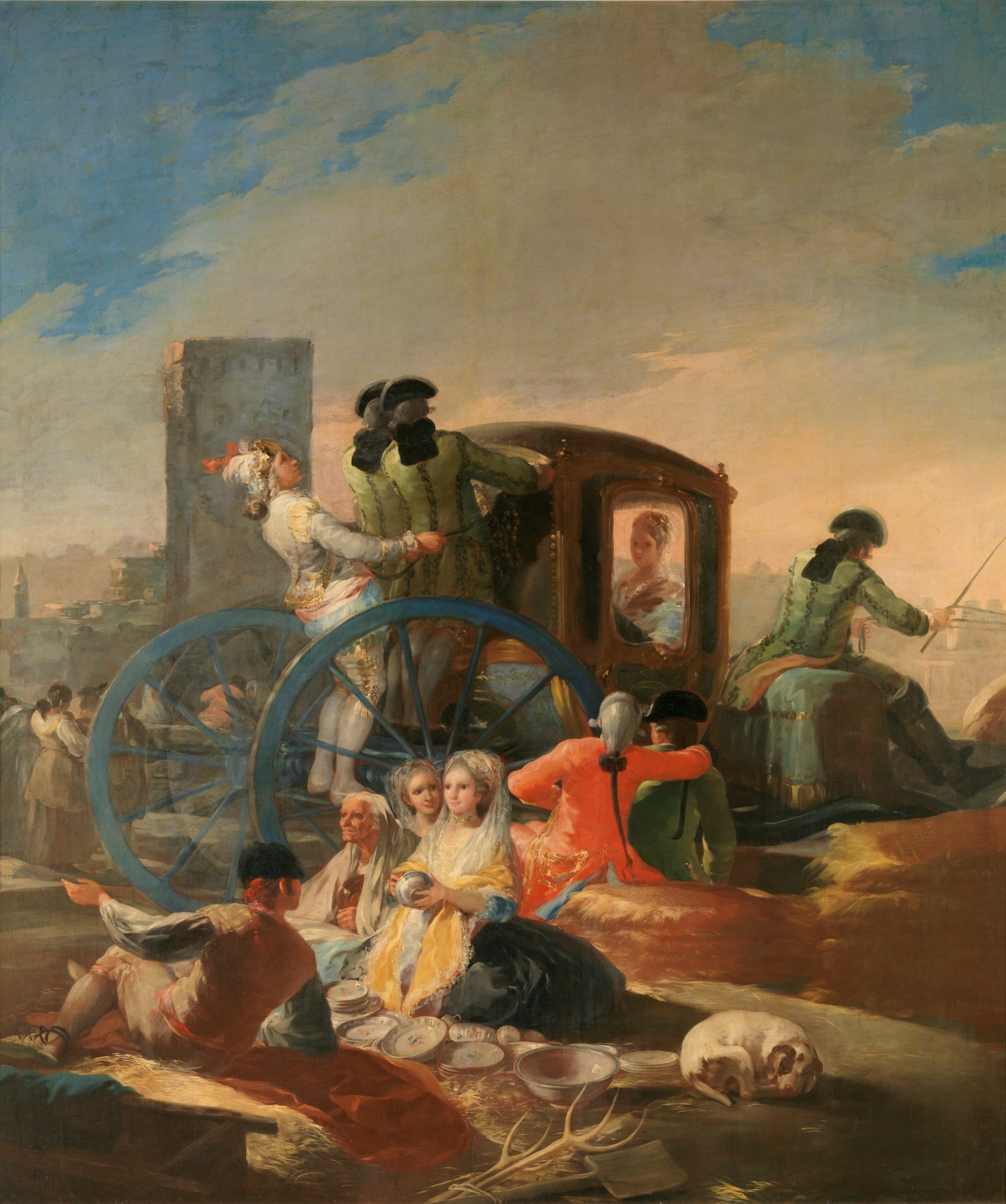
Sprzedawca fajansów (1779)

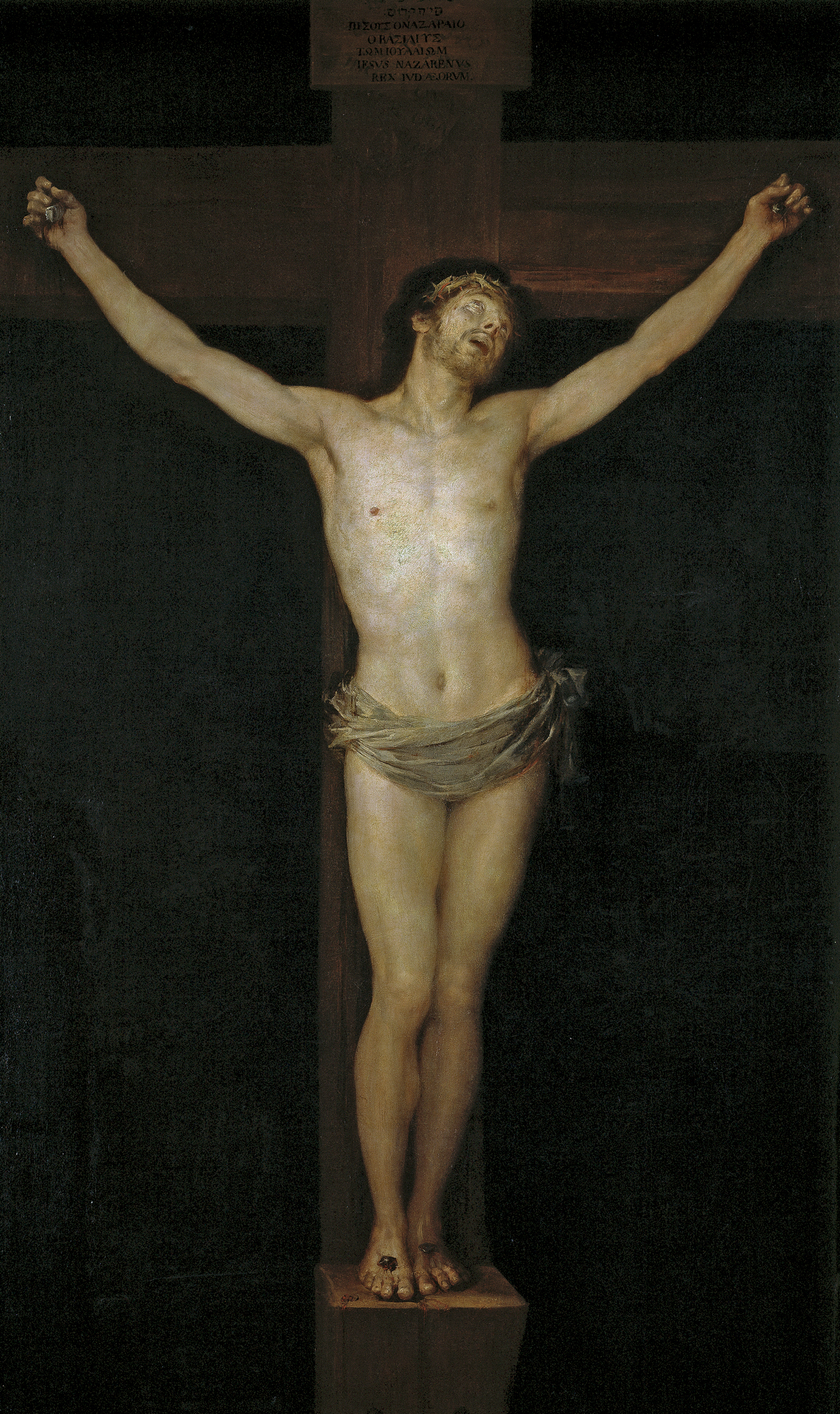
Chrystus na krzyżu (1780)

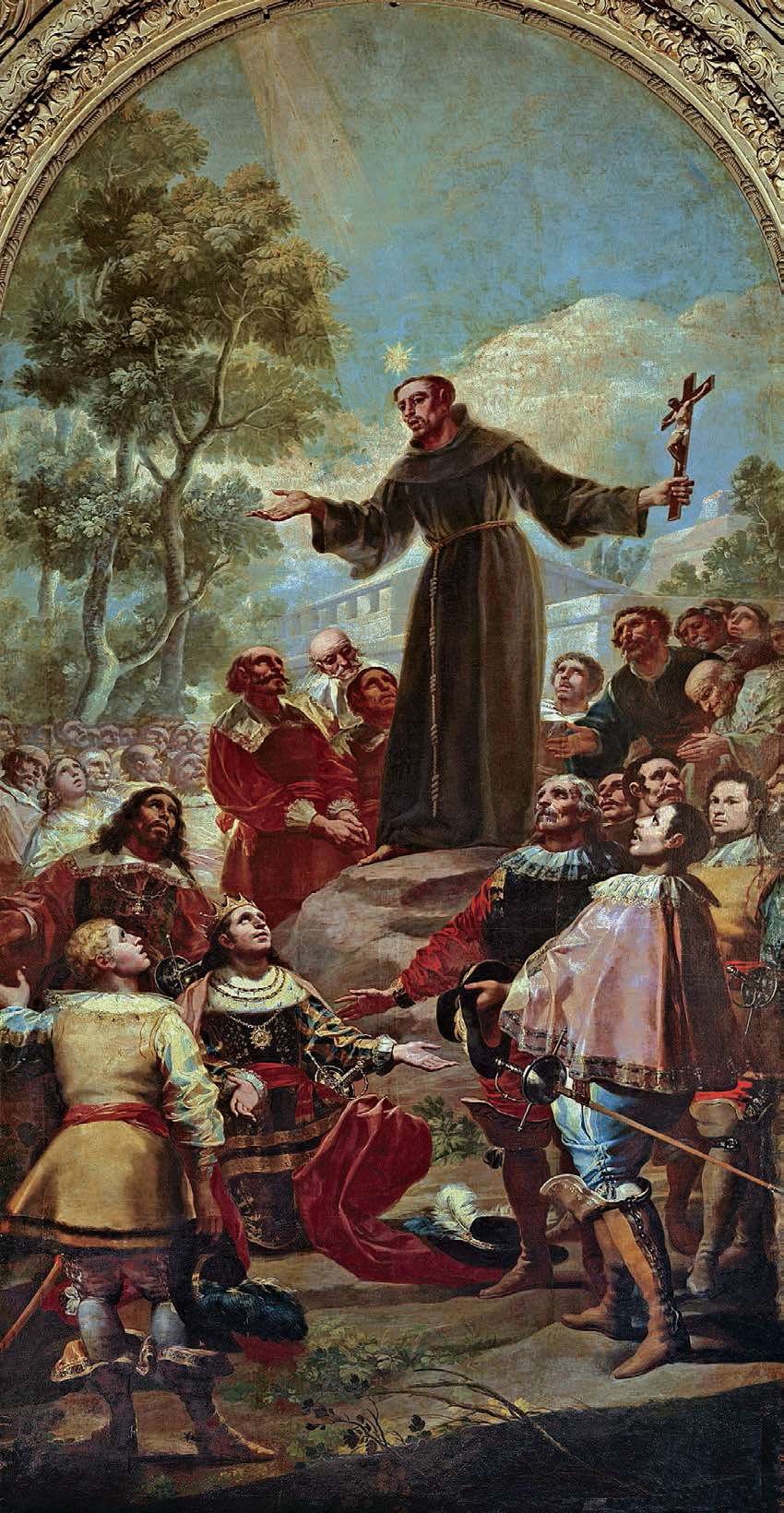
Kazanie świętego Bernardyna ze Sieny przed Alfonsem Aragońskim (1781–1783)

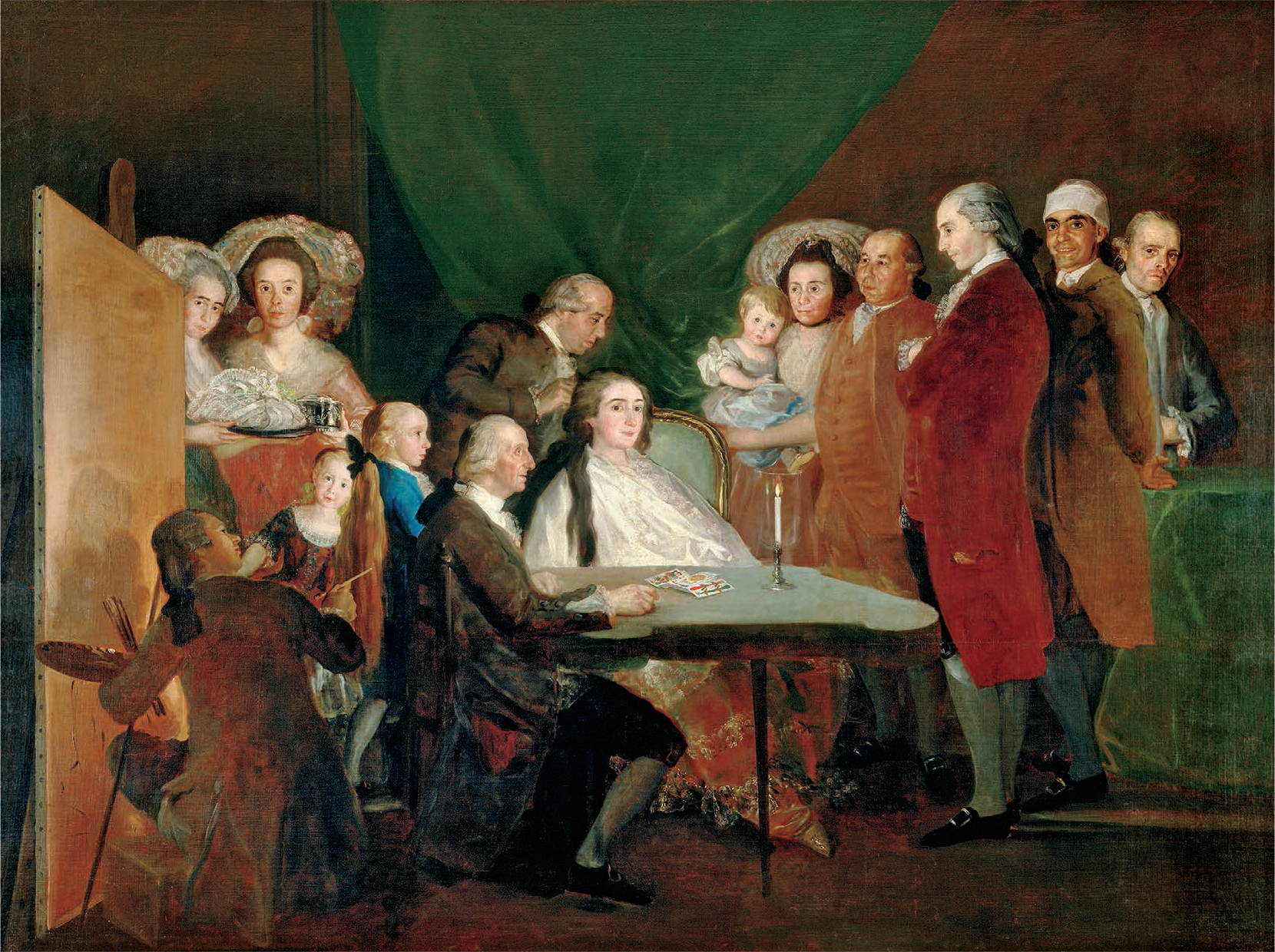
Rodzina infanta don Luisa (1784)

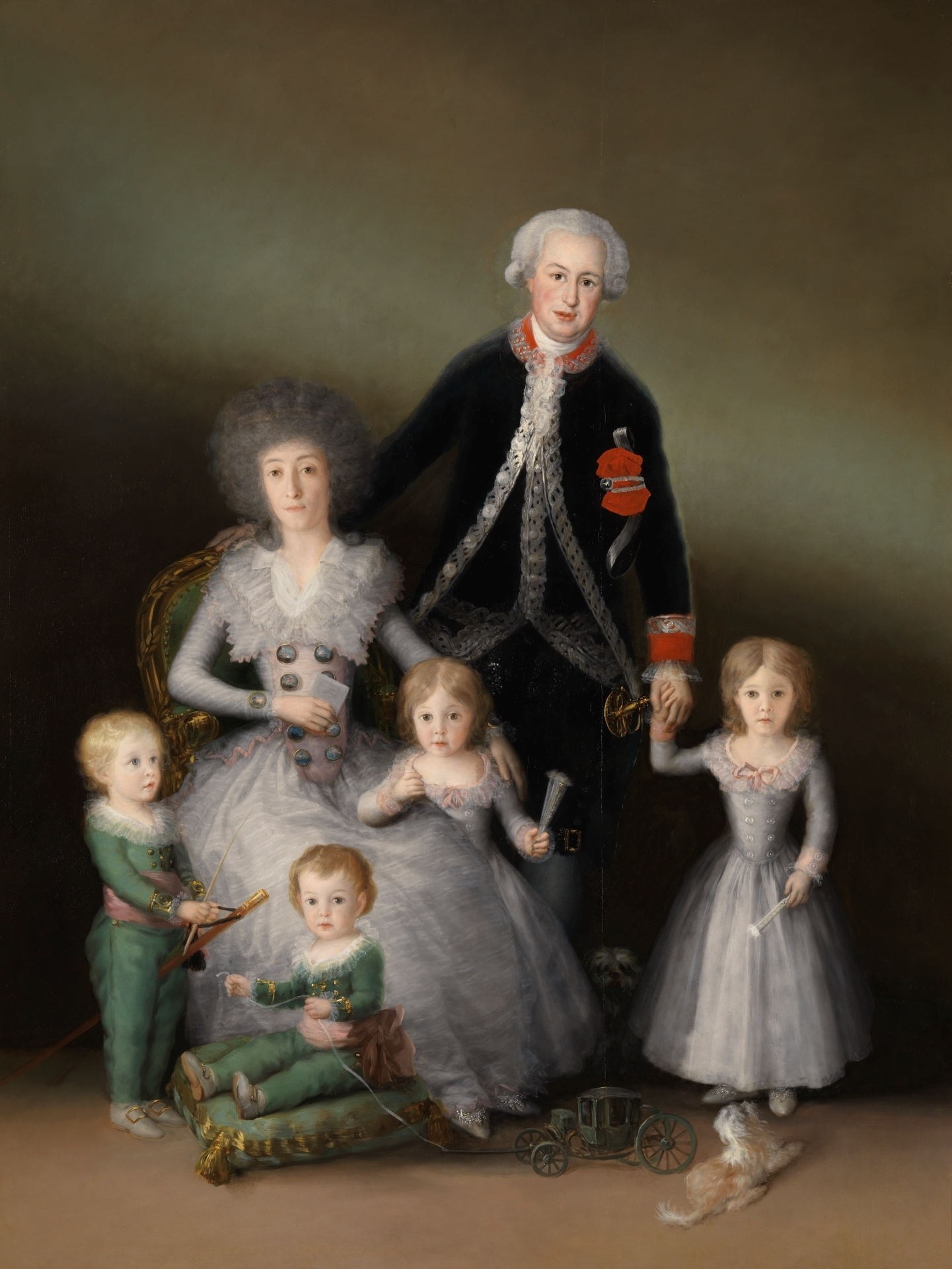
Książę i księżna Osuny z dziećmi (1788)

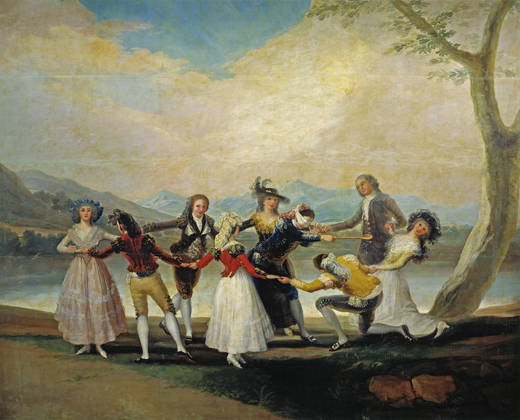
Ciuciubabka (1788–1789)

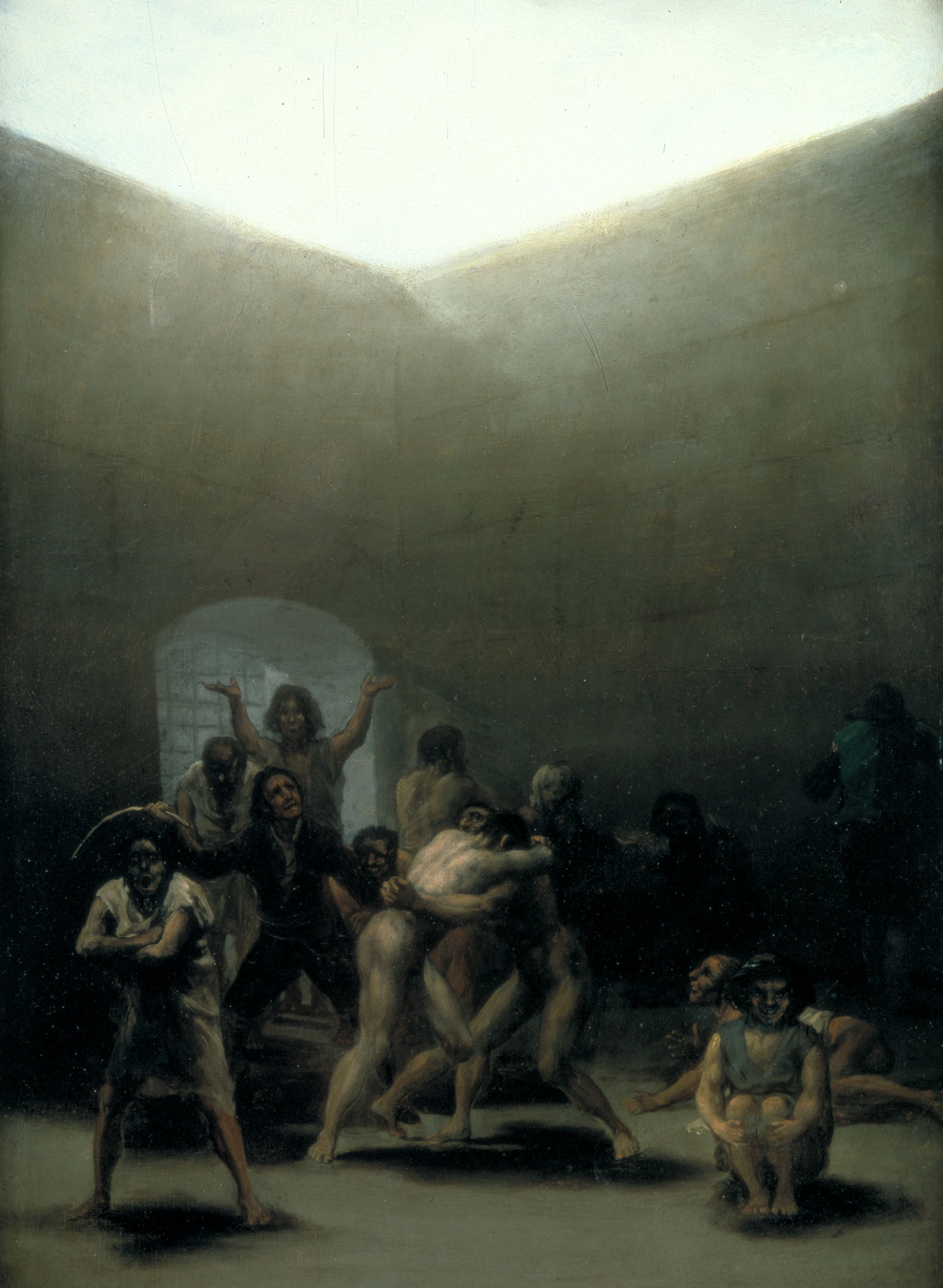
Dziedziniec szaleńców (1794)

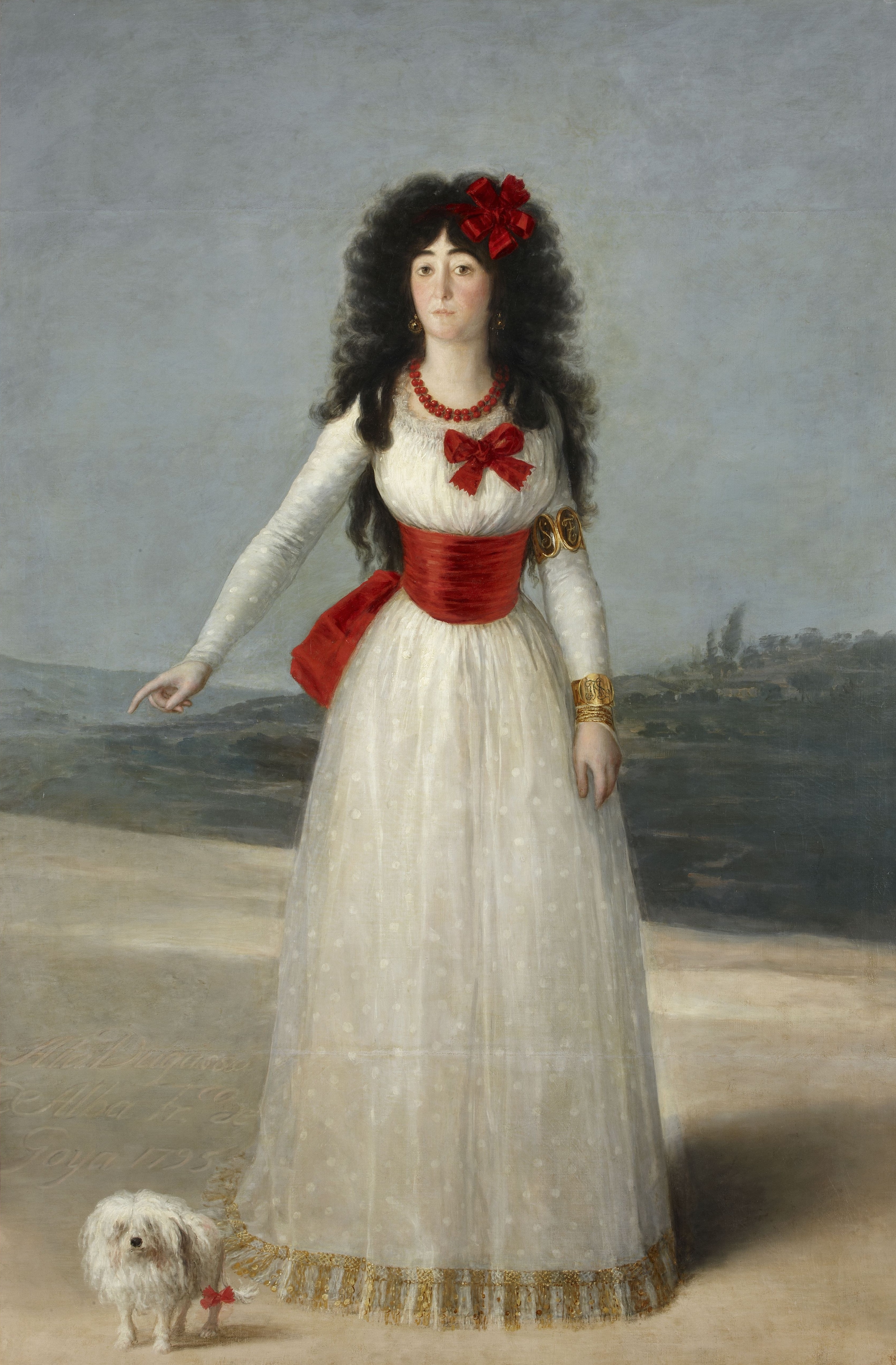
Księżna Alba (1795)

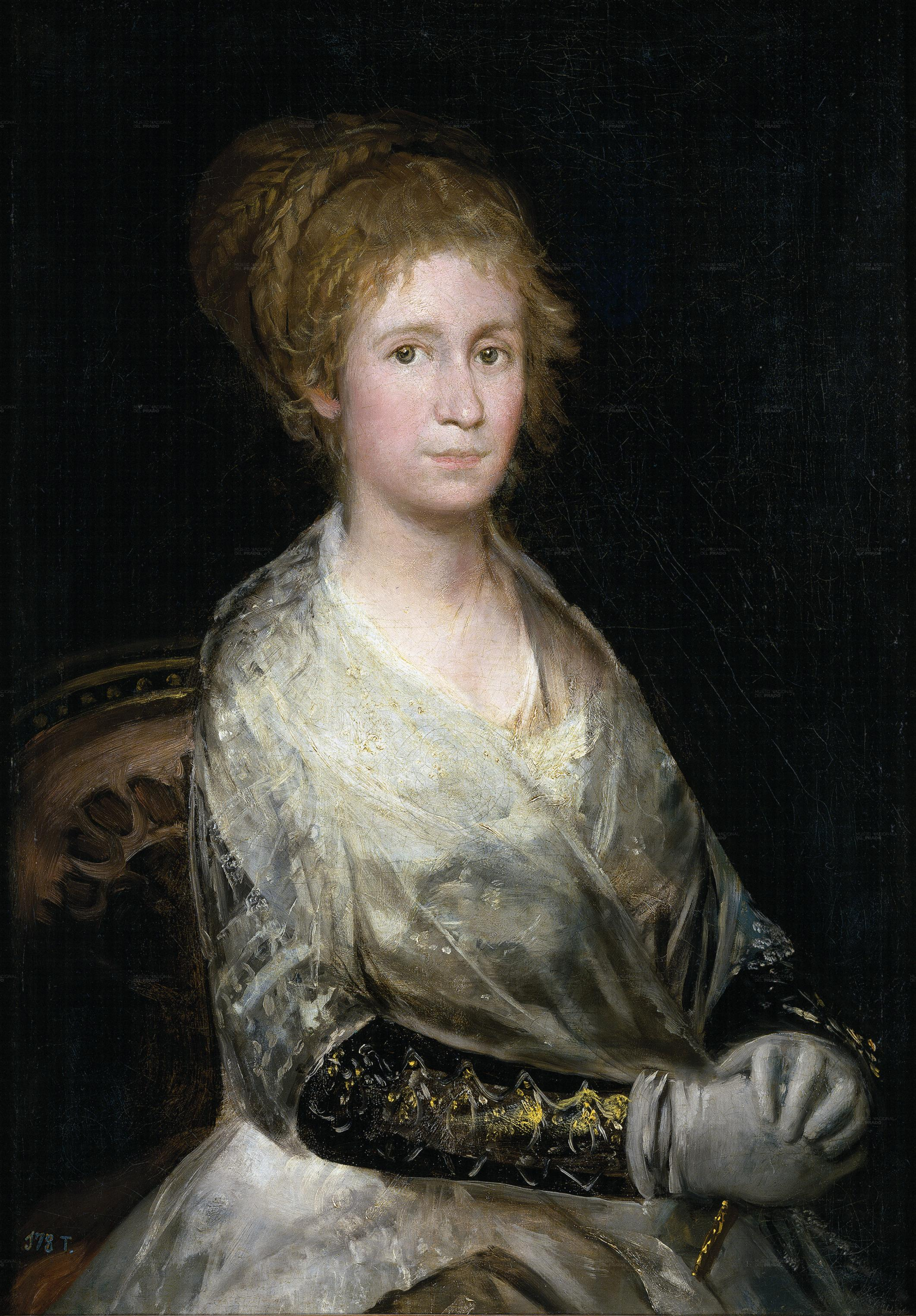
Portret Josefy Bayeu (1814–1816)

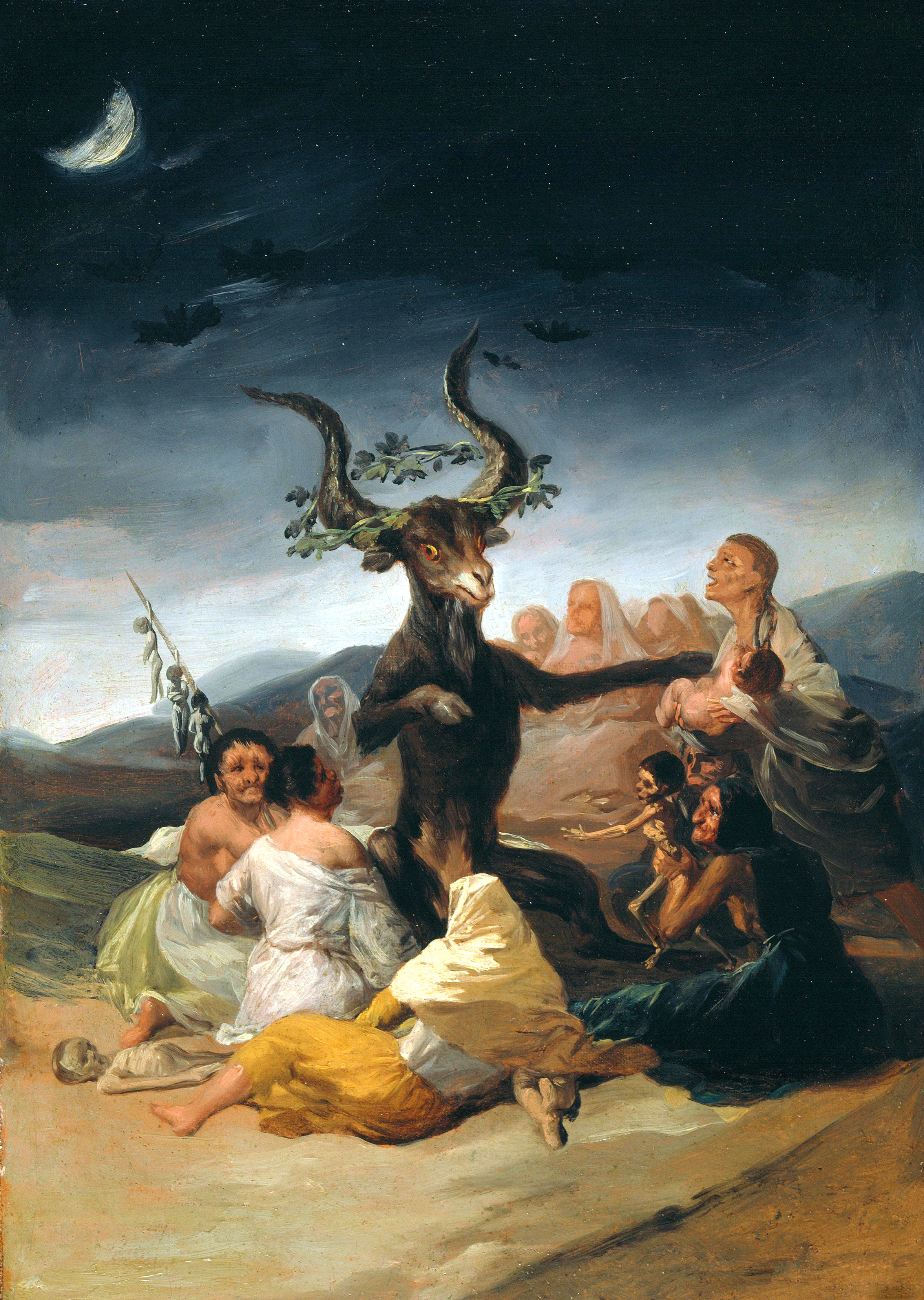
Sabat czarownic (1797–1798)

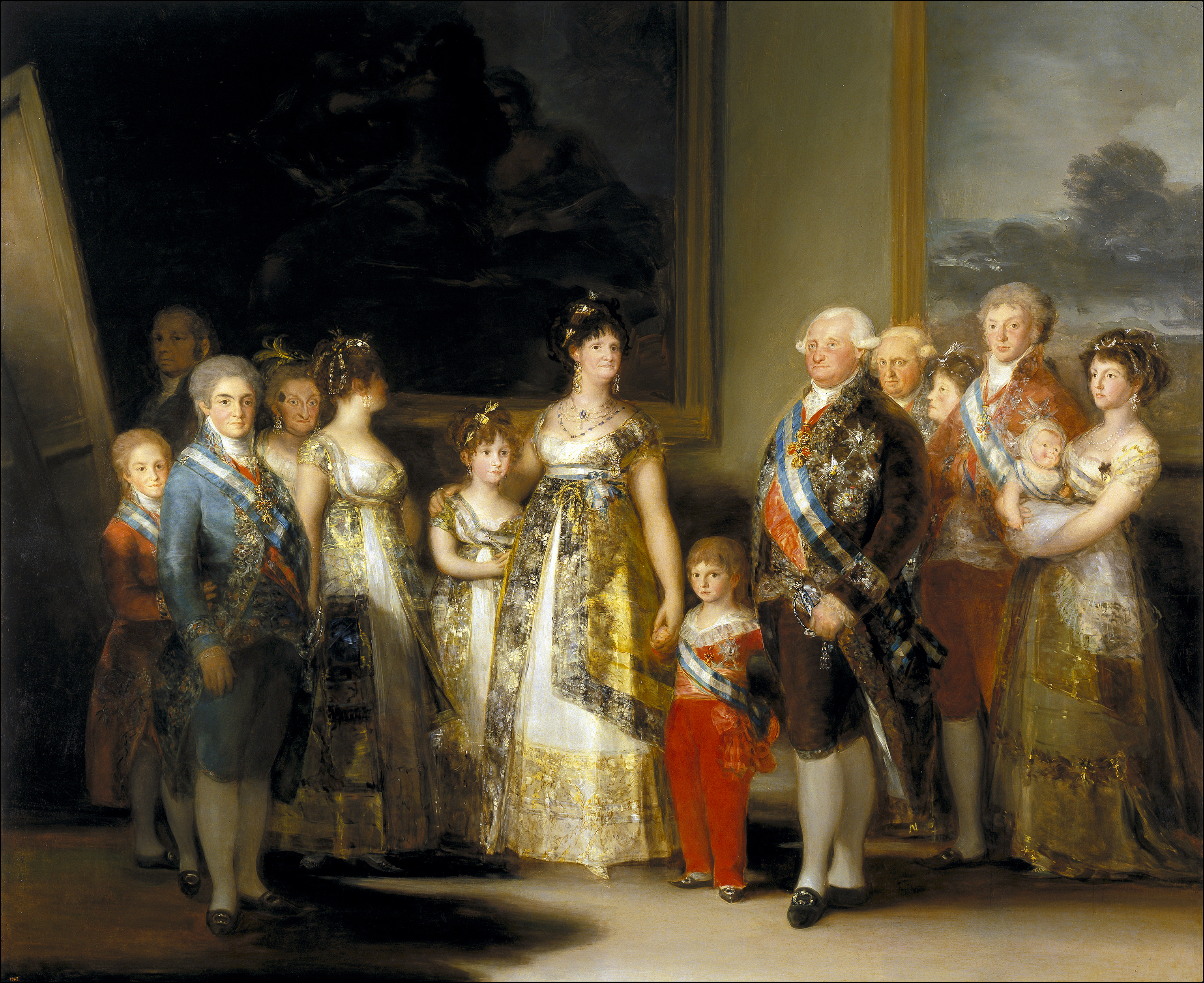
Rodzina Karola IV (1800)

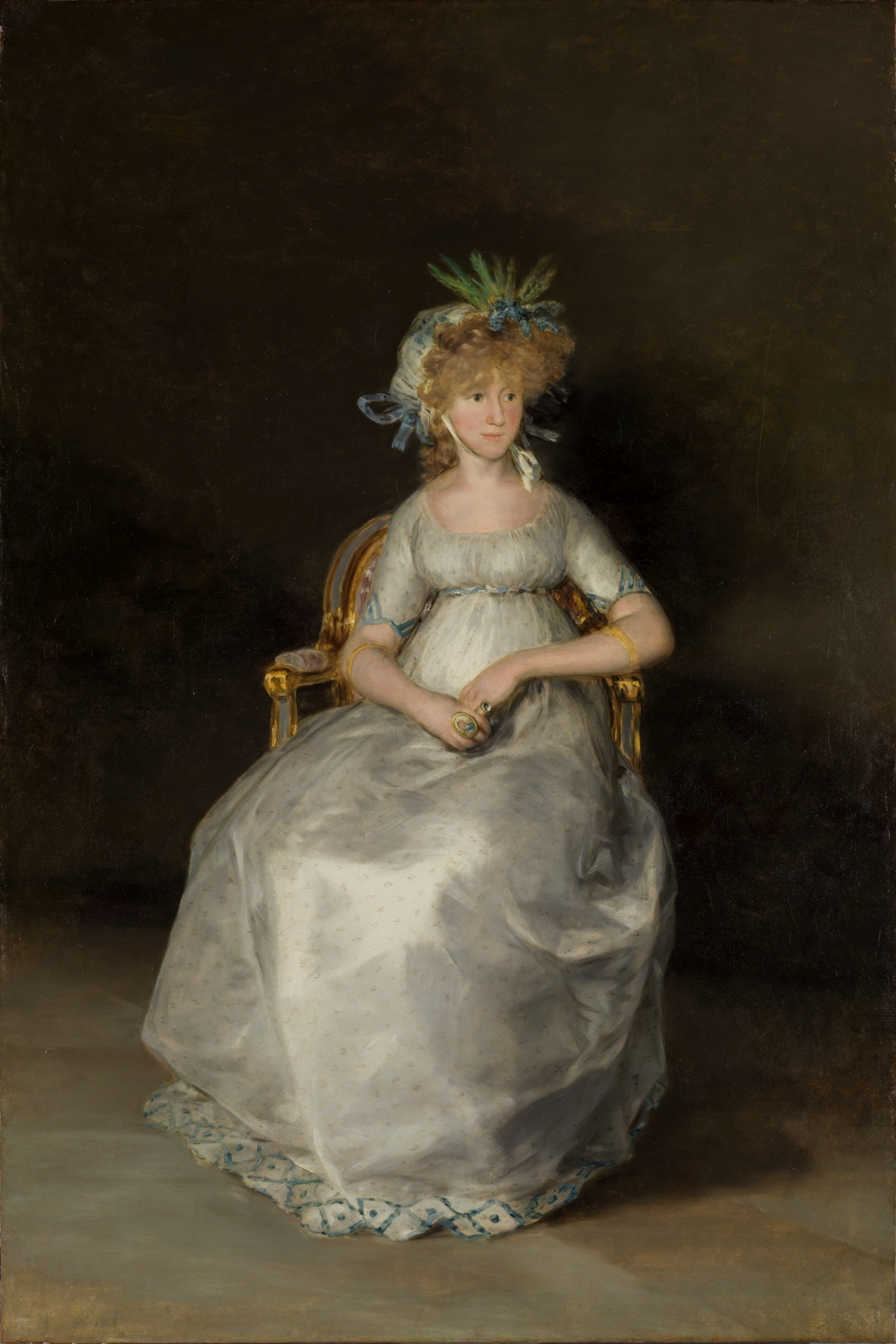
Portret hrabiny Chinchón (1800)

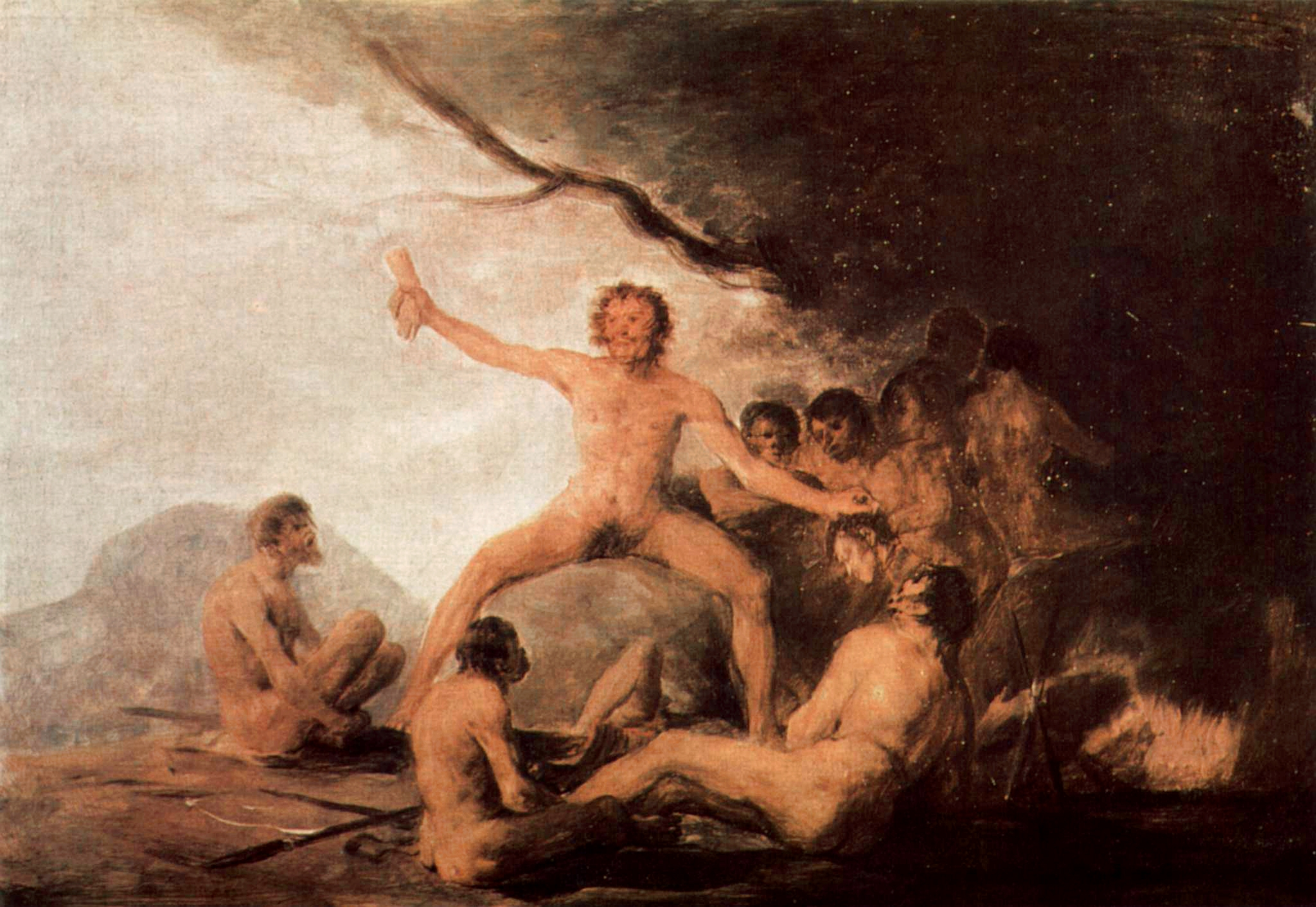
Kanibale (ok. 1800)

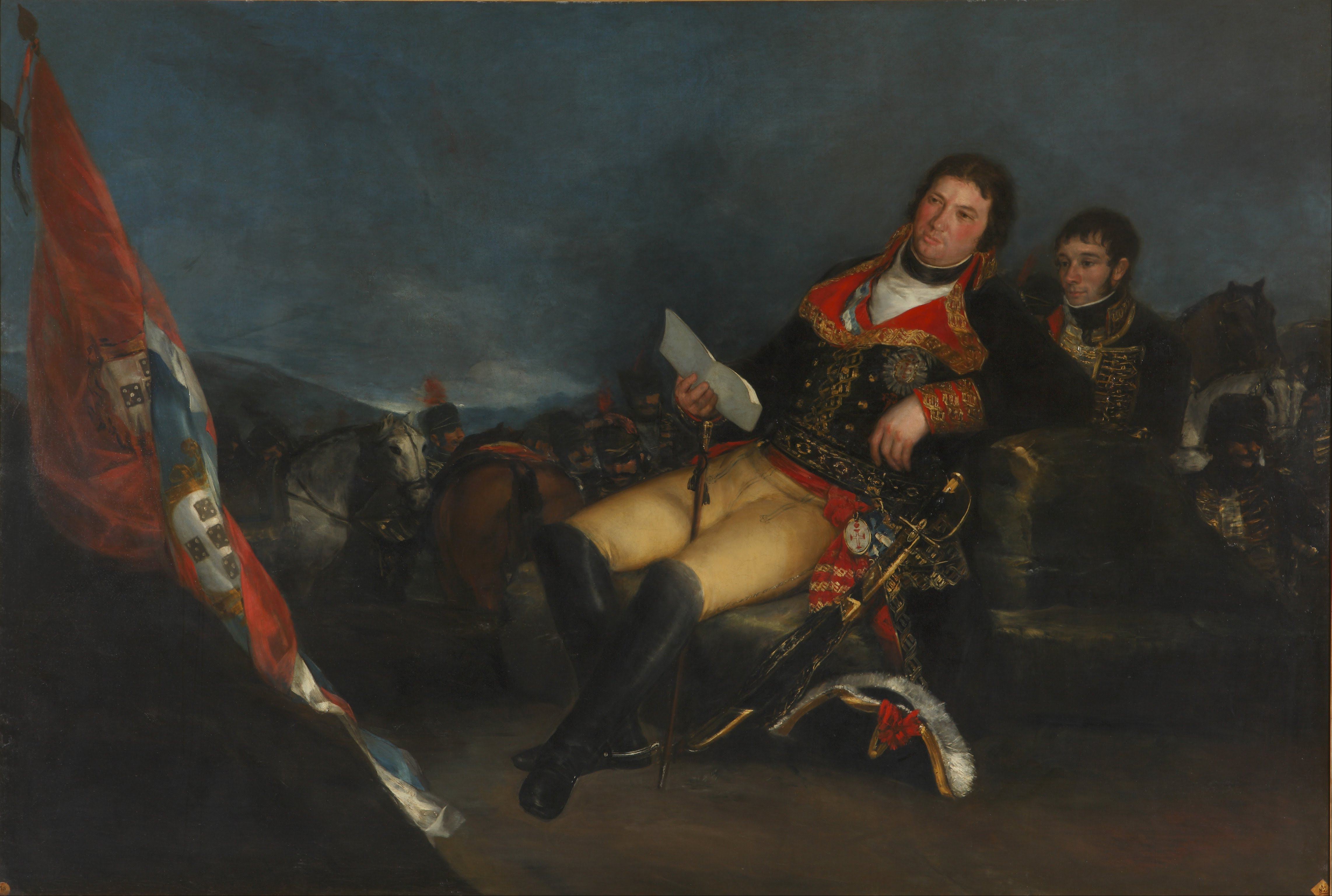
Manuel Godoy jako książę Pokoju (1801)

Brat Pedro de Zaldivia i bandyta el Maragato (1806)

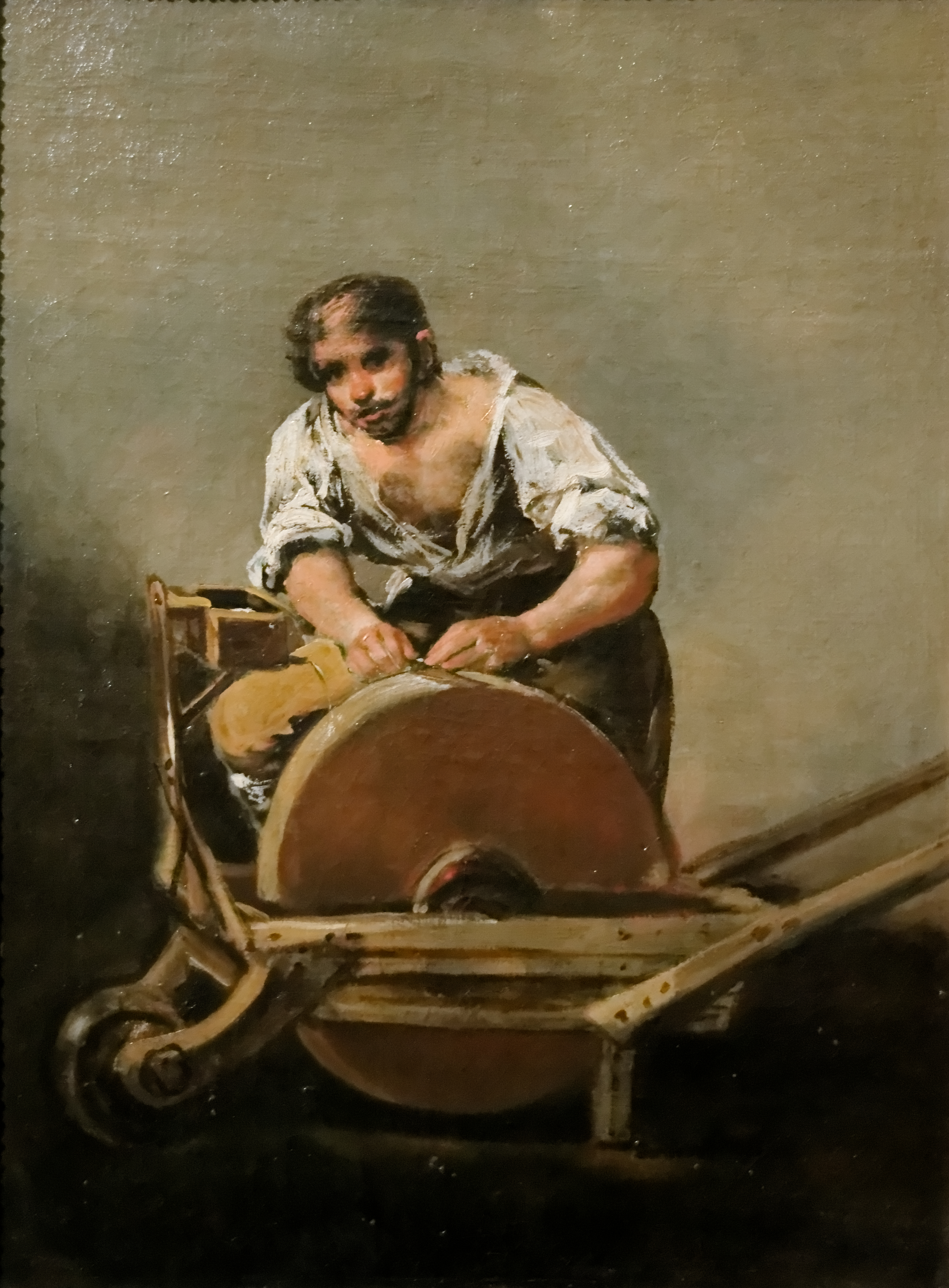
Szlifierz (1808–1812)

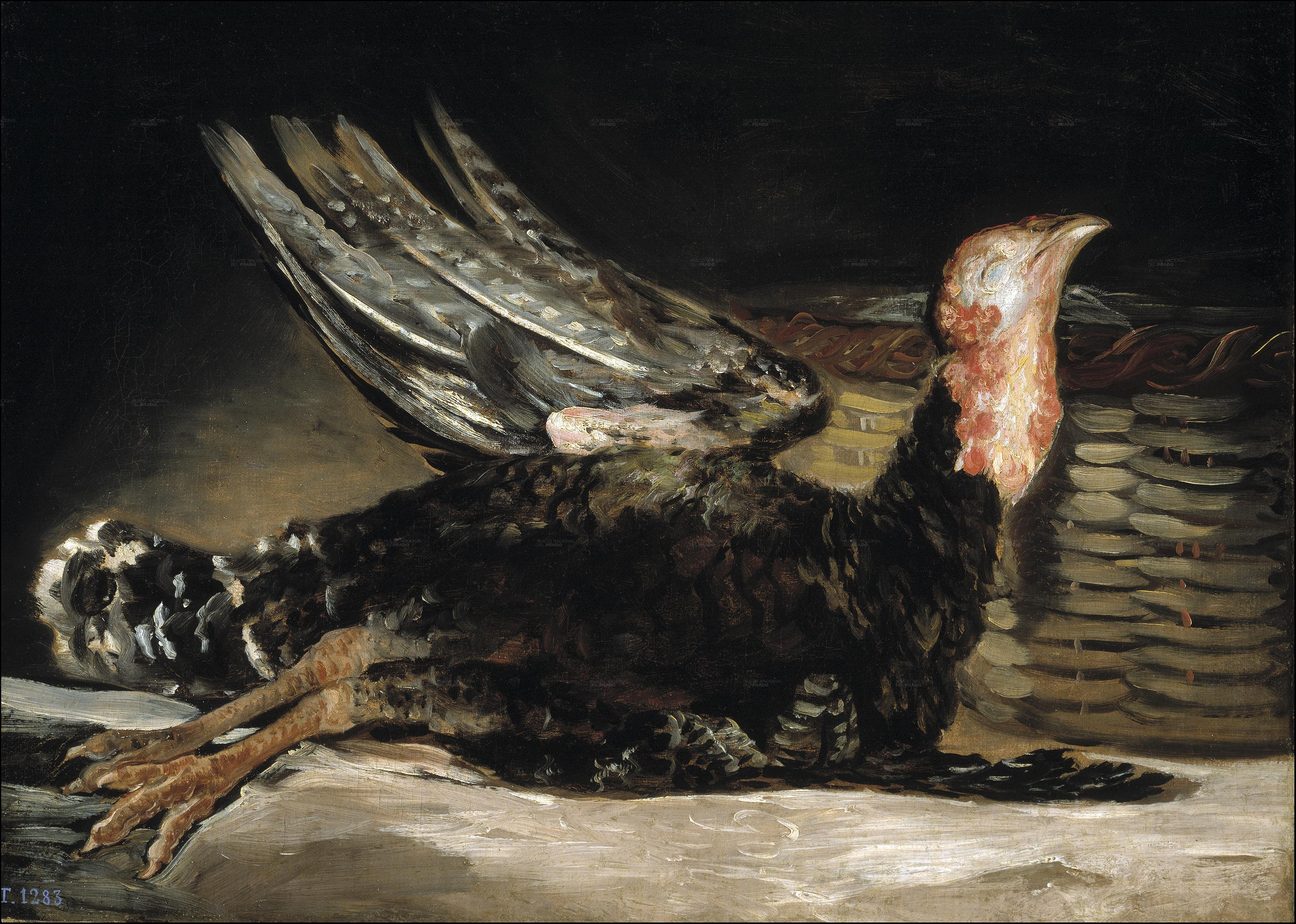
Martwa natura z indykiem (1808–1812)

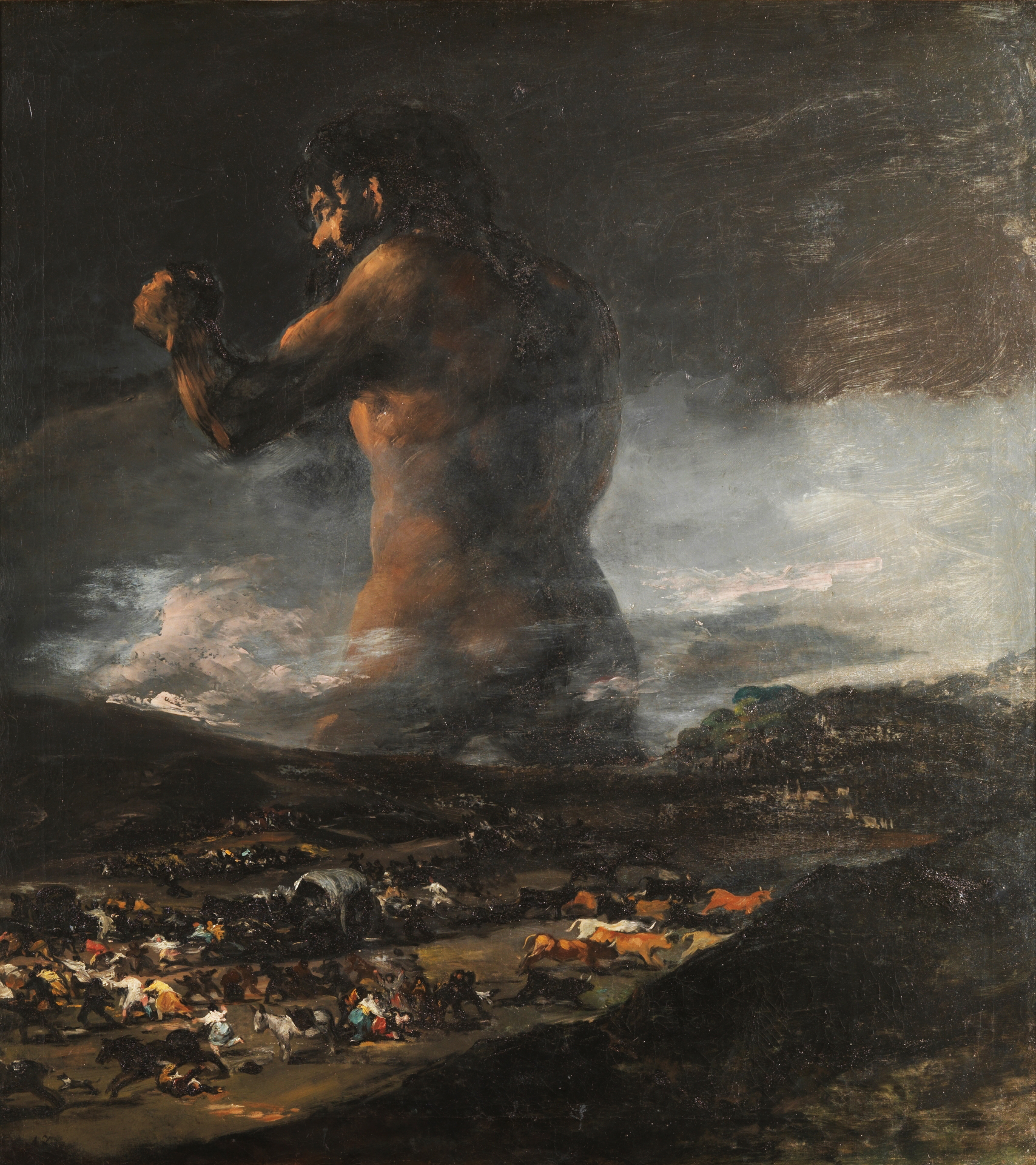
Kolos (1810–1812)

Rozstrzelanie powstańców madryckich (1814)

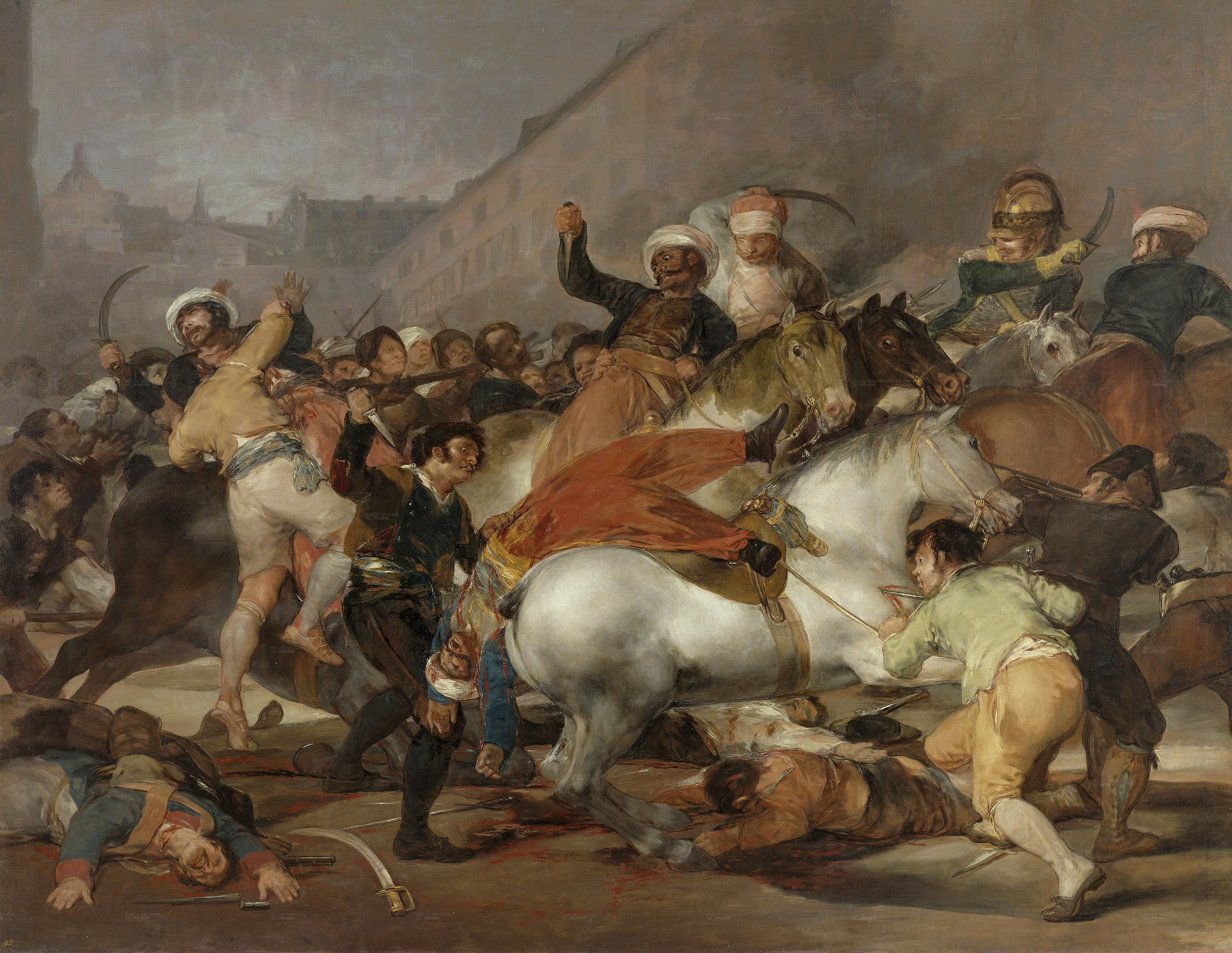
Szarża mameluków (1814)

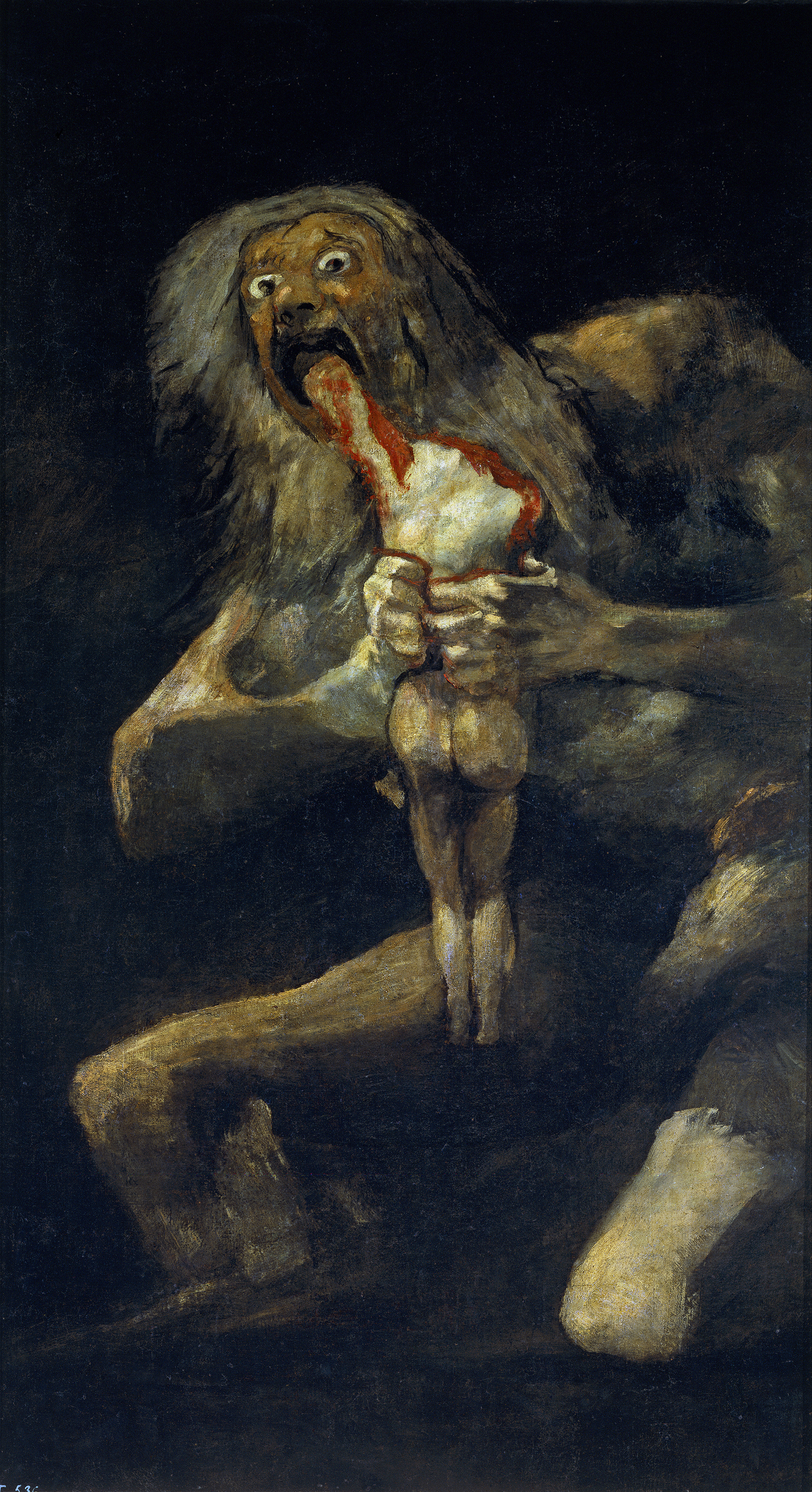
Saturn pożerający własne dzieci (1821–1823)

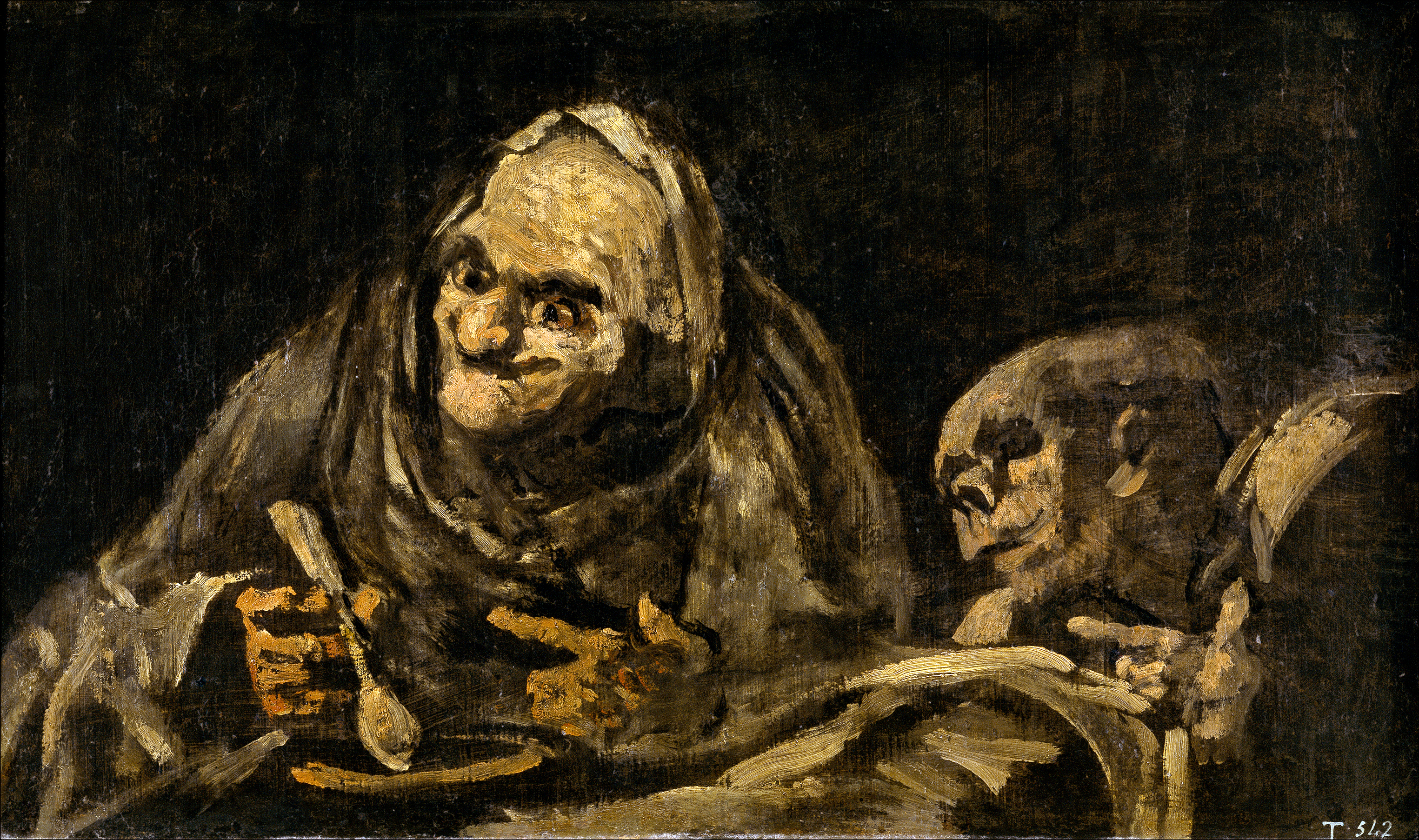
Dwie staruchy jedzące zupę (1821–1823)

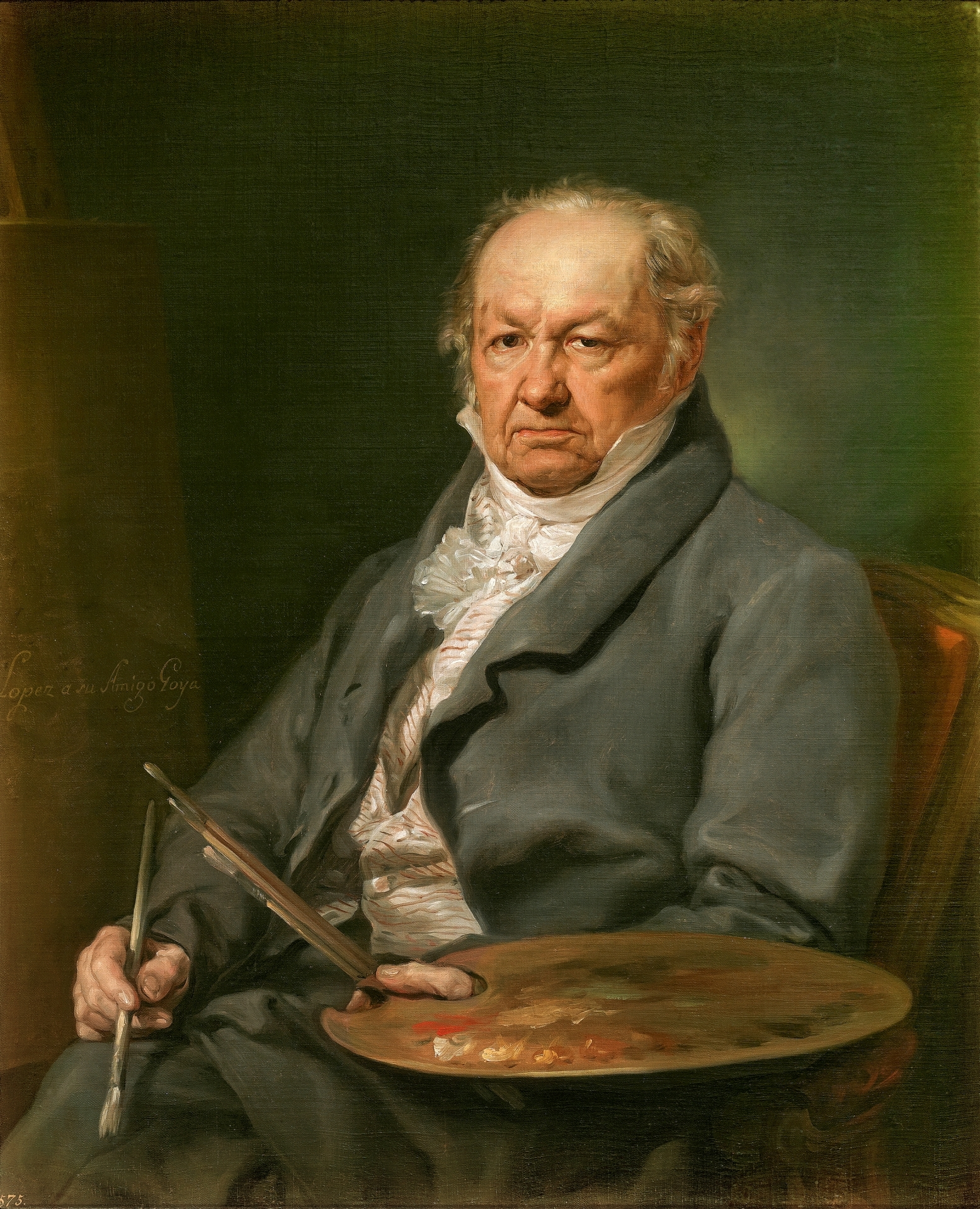
Vicente López Portaña, Portret Goi w wieku osiemdziesięciu lat (1826)

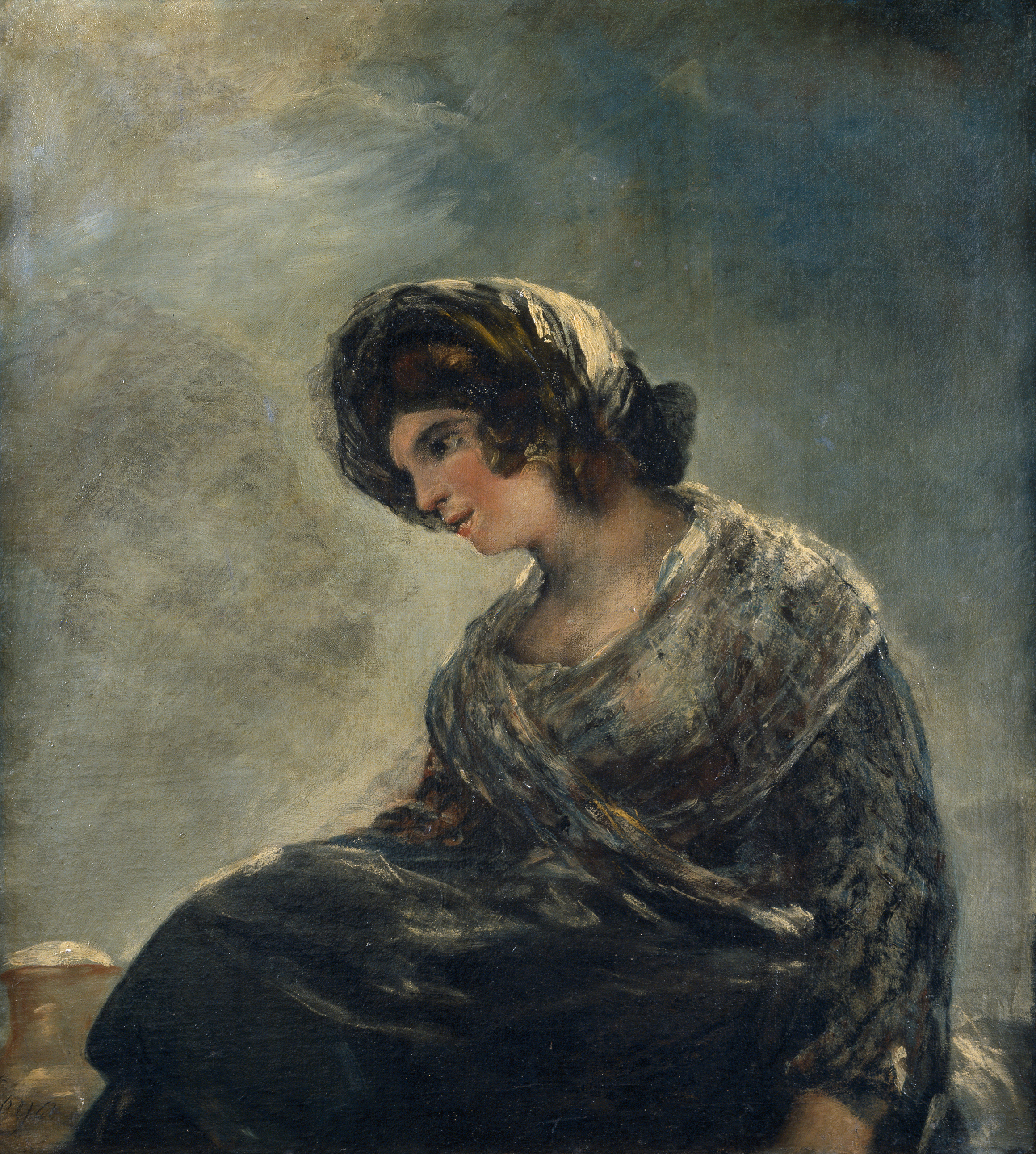
Mleczarka z Bordeaux (ok. 1827)

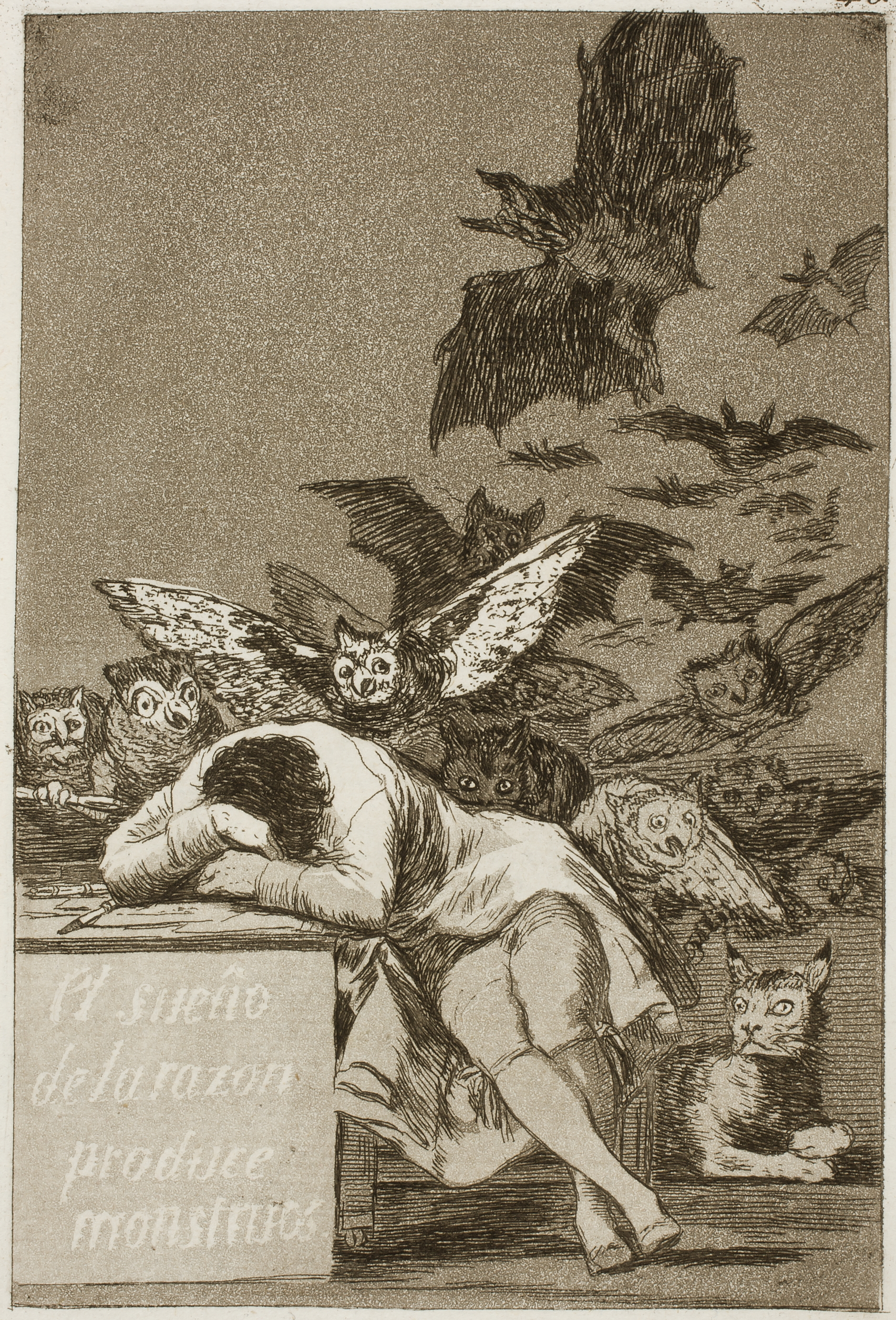
Gdy rozum śpi, budzą się demony (z cyklu Kaprysy)

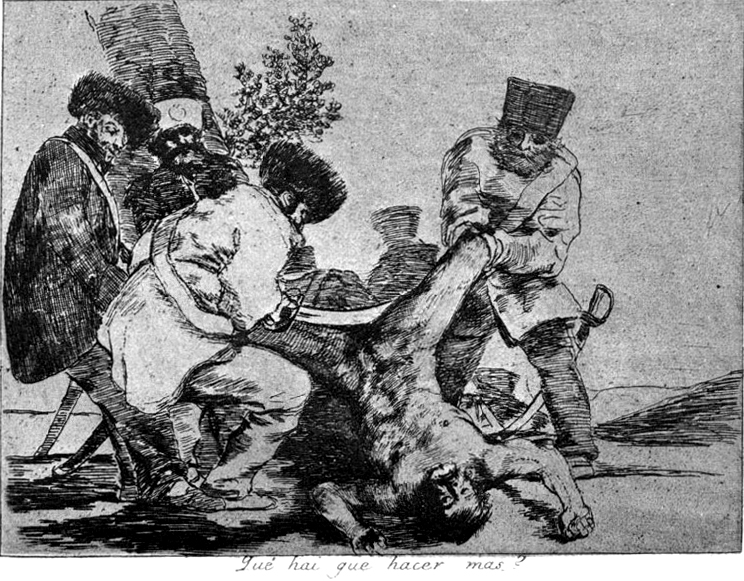
Co należy zrobić (z cyklu Okropności wojny)

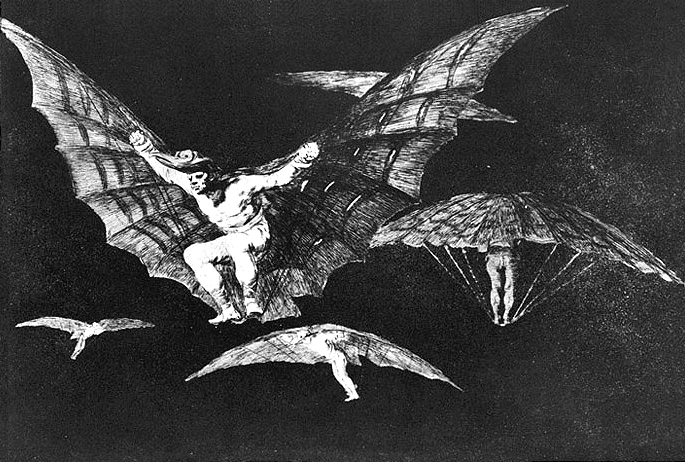
Sposób na latanie (z cyklu Szaleństwa)

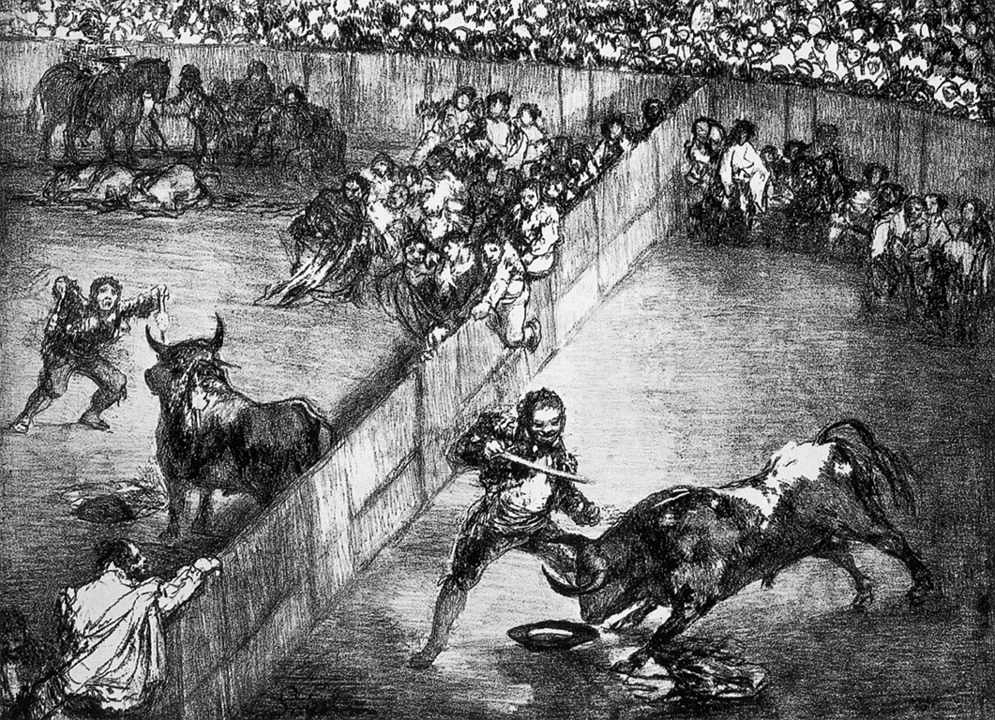
Przegrodzona arena (z cyklu Byki z Bordeaux)

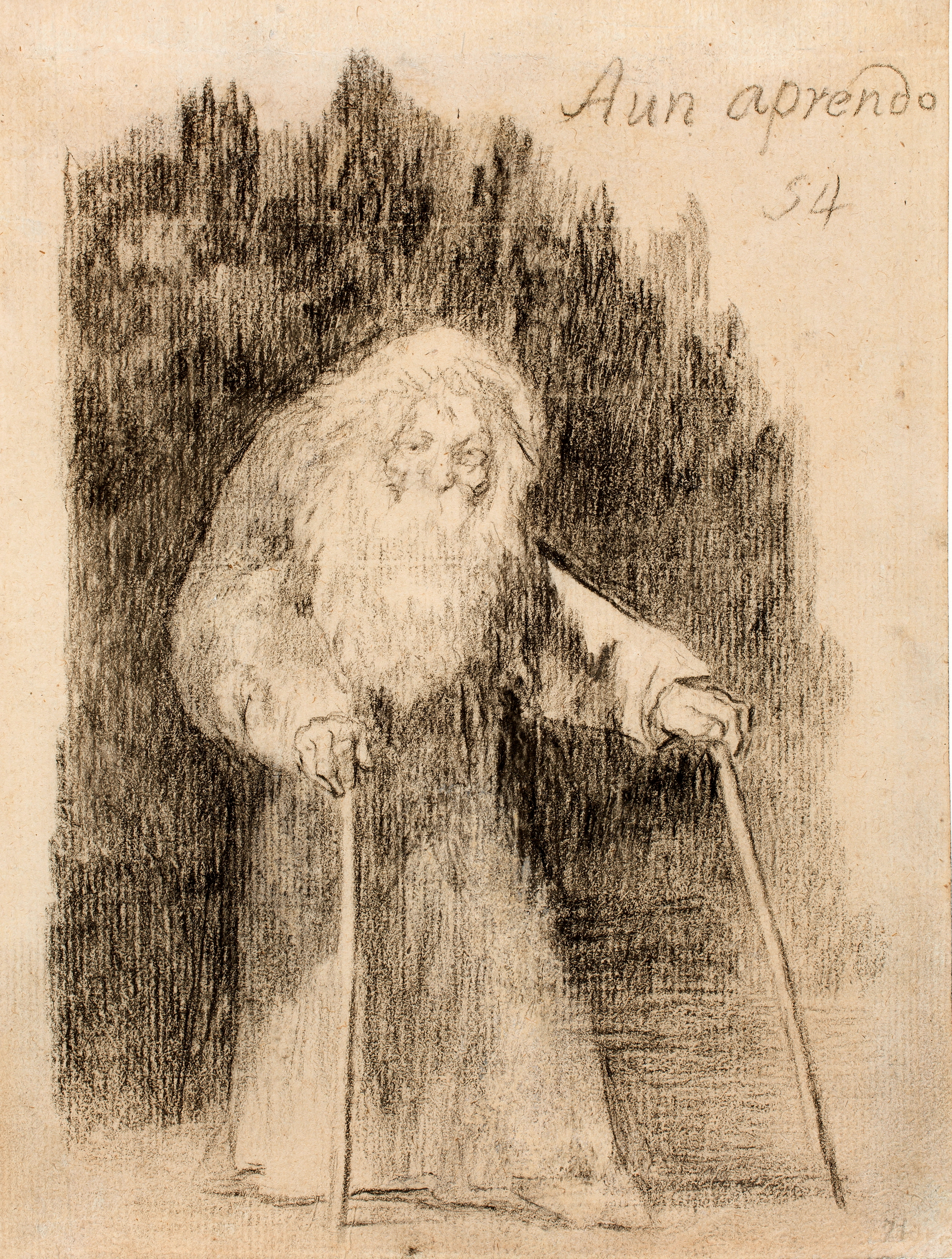
Wciąż się uczę – rysunek z Albumu G (1824–1825)

Francisco José de Goya y Lucientes (ur. 30 marca 1746 w Fuendetodos, zm. 16 kwietnia 1828 w Bordeaux) – hiszpański malarz, grafik i rysownik okresu romantyzmu, nadworny malarz Karola III Burbona, Karola IV Burbona i Ferdynanda VII Burbona, portrecista i malarz scen rodzajowych. Uznawany za jednego z najwybitniejszych i najbardziej oryginalnych artystów przełomu XVIII i XIX wieku.
Kariera artystyczna Goi rozciąga się mniej więcej pomiędzy 1771, kiedy namalował swój pierwszy fresk w bazylice del Pilar w Saragossie, a 1827, kiedy powstała jedna z jego ostatnich prac Mleczarka z Bordeaux. W ciągu ponad pół wieku jego pracy zawodowej powstało około 700 malowideł, 280 grafik i około tysiąca rysunków.
Pracując nad własnym, niepowtarzalnym stylem, Goya ewoluował od baroku i rokoka, którymi przesiąknięte są jego pierwsze freski i projekty gobelinów, poprzez neoklasyczny akademizm aż do preromantyzmu i preimpresjonizmu widocznego w jego ostatnich pracach malarskich i grafikach. Efektem wyzwolenia się od klasycznych zasad i kulminacją artystycznego wyrazu jest seria czarnych obrazów. Poruszana przez niego tematyka jest bardzo szeroka, zaliczają się do niej: portrety, sceny rodzajowe (polowania, sceny ludowe, przywary społeczeństwa, przemoc, czarownice i gusła), malarstwo historyczne, religijne i martwa natura.
Ze względu na liczbę prac i ich jakość, szczególnie istotna jest kolekcja zachowana w Muzeum Prado w Madrycie. Artysta jest również szeroko reprezentowany w różnych muzeach świata, zwłaszcza przez swoje portrety. Jego prace można oglądać w National Gallery w Londynie, Metropolitan Museum of Art w Nowym Jorku, Galerii Uffizi we Florencji, Starej Pinakotece w Monachium i wielu innych.

## Życiorys

### Pochodzenie
Urodził się w niewielkiej wsi Fuendetodos, w położonej na północy Hiszpanii Aragonii, mimo że jego rodzina na stałe mieszkała w Saragossie. Był synem Braulia José Goi y Franque i Gracii Lucientes Salvador. Ojciec o baskijskim pochodzeniu był pozłotnikiem; jego praca polegała na pokrywaniu złoceniami ram obrazów, kościelnych dekoracji oraz mebli. Matka pochodziła ze zubożałej hiszpańskiej rodziny szlacheckiej. Dziadek Goi był miejskim notariuszem, co dawało całej rodzinie pozycję niższej klasy średniej i pozwoliło na lepszą edukację potomstwa. Przyszłemu malarzowi na chrzcie nadano imiona Francisco José. Był czwartym z sześciorga dzieci; miał trzech braci i dwie siostry. Brat Tomás przejął zawód ojca, a Camillo został kapłanem. We Fuendetodos, gdzie rodzina przebywała tymczasowo (prawdopodobnie ze względu na pracę ojca), zamieszkali w skromnym domu rodzinnym jego matki, pozostałości po posiadłości ziemskiej. Po krótkim pobycie we Fuendetodos, który zbiegł się z narodzinami Goi, rodzina powróciła do Saragossy, gdzie artysta spędził dzieciństwo.

### Lata nauki

#### Nauka w Hiszpanii
Od 1756 uczęszczał do jednej z darmowych szkół prowadzonych przez pijarów (Escuelas Pías de San Antón), założonych w XVII w. przez św. Józefa Kalasantego. Tam poznał Martína Zapatera, który pozostał jego przyjacielem do końca życia. Obfita korespondencja Goi z Zapaterem (131 listów napisanych w latach 1755–1801), która zachowała się do dziś, jest ważnym źródłem wiedzy o malarzu i jego epoce. W wieku zaledwie 13 lat zaczął naukę w pracowni miejscowego malarza José Luzána (1710–1785), który poznał ojca Goi poprzez swoich braci złotników. Luzán, który wcześniej mieszkał we Włoszech, hołdował neapolitańskiemu stylowi barokowemu i pracom Luki Giordana. W ciągu czterech lat w pracowni Luzana Goya poznawał zasady rysunku i techniki malarskie oraz wykonywał liczne kopie sztychów z kolekcji nauczyciela. Dwukrotnie (w 1763 i 1766), lecz bez powodzenia, usiłował dostać się do Królewskiej Akademii Sztuk Pięknych św. Ferdynanda w Madrycie.
W latach 1762–1763 na zlecenie proboszcza z Fuendetodos pracował nad zdobieniami w zakrystii lokalnego kościoła. Jest to najstarsze udokumentowane zlecenie Goi, niestety kościół został zniszczony w czasie hiszpańskiej wojny domowej. Z tego okresu znana jest jeszcze kopia obrazu Tobiasz i anioł Pietra da Cortona wykonana najprawdopodobniej w ramach szkolenia w 1762.
W 1763 Goya wziął udział w otwartym konkursie Królewskiej Akademii starając się o stypendium. Zadaniem konkursowym było narysowanie rzeźby Sylena. Konkurs wygrał Gregorio Ferro, rysunek Goi nie zachował się.
Istotną rolę w życiu Goi odegrała aragońska rodzina Bayeu: trzech braci malarzy, również uczniów Luzána: Francisco (1734–1795), Ramón (1746–1793) i Manuel Bayeu (1740–1809). Najstarszy z nich, Francisco, był nauczycielem Goi (do jego pracowni wstąpił w 1766 roku), a później protektorem i współpracownikiem na królewskim dworze. W ich relacjach nie brakowało jednak zazdrości i rywalizacji. W wieku 27 lat Goya poślubił Josefę Bayeu, siostrę zaprzyjaźnionych malarzy.
W 1766 Goya przejął zlecenie, które Francisco Bayeu porzucił, wyjeżdżając do Madrytu i dokończył jego freski na pendentywach kopuły świątyni jezuitów w Calatayud przedstawiające ojców Kościoła.

#### Nauka we Włoszech
W 1770 młody Goya wyjechał do Włoch, gdzie udawali się utalentowani artyści epoki, aby studiować i obcować ze sztuką. Mimo że wielu hiszpańskich malarzy otrzymywało stypendia na zagraniczne studia (przyznawane m.in. przez Akademię św. Ferdynanda), Goya sam musiał opłacić swój pobyt we Włoszech. Najprawdopodobniej najpierw zwiedził Mediolan, Bolonię i Neapol, aby zatrzymać się na dłużej w Rzymie. Tam mieszkał u polskiego malarza Tadeusza Kuntze-Konicza, zwanego Taddeo Pollacco. W kwietniu 1771, wziął udział w konkursie ogłoszonym przez Akademię Sztuk Pięknych w Parmie przedstawiając dzieło Hannibal zwycięzca po raz pierwszy spoglądający z Alp w kierunku Italii. Zależało mu na tym, aby po powrocie do kraju móc pochwalić się nawet najmniejszym sukcesem odniesionym we Włoszech. Prezentując obraz, Goya ubarwił swoje pochodzenie i przedstawił się jako Włoch Francesco Goia, uczeń nadwornego malarza Francesca Vayeu (Francisca Bayeu). Praca Goi nie zdobyła pierwszej nagrody, lecz uzyskała wyróżnienie. Podczas pobytu w Rzymie Goya namalował także kilka obrazów o tematyce mitologicznej (m.in. Ofiara dla bożka Pana i Ofiara dla Westy). Z tego okresu zachował się również podręczny szkicownik-notatnik Goi, nazywany cuaderno italiano.

### Początki kariery
Początki jego kariery związane są z malarstwem religijnym. Po powrocie do kraju zdobył zlecenie na wykonanie fresków w chórze bazyliki Nuestra Señora del Pilar w Saragossie, ponieważ jako początkujący malarz zaproponował najniższą cenę. Tematem była adoracja Imienia Bożego przez świętych i anioły. Zanim jego projekt został zaakceptowany, Goya musiał udowodnić znajomość techniki fresku malując próbkę. W 1772 ukończone malowidło zdobyło uznanie zleceniodawców i publiczności.
W tym samym roku Goya poślubił jedną z sióstr braci Bayeu – Josefę. Według historyków nie był to wybór podyktowany namiętnością czy wzajemnym zauroczeniem – świadczy o tym m.in. fakt, że Josefa nigdy nie była modelką Goi. Młody malarz słusznie liczył na koneksje, które zapewniało wejście do rodziny Bayeu. Niewiele wiadomo o ich związku, czy o samej Josefie. Artysta miał z nią sześcioro dzieci (Josefa wielokrotnie roniła), jednak wieku dorosłego dożył jedynie ich syn Francisco Javier (1784–1854).
W 1774 Francisco Goya był już znanym i poważanym malarzem w Saragossie, co przekładało się na liczne zlecenia. Dzięki wstawiennictwu Manuela Bayeu, wykonał serię malowideł na ścianach kartuzji Aula Dei w Saragossie. Tematem jedenastu malowideł było życie Matki Bożej i narodziny Chrystusa. Goya sumiennie wykonywał zlecenia dla aragońskich duchownych, jednak jego celem była praca i kariera w stolicy, dokąd jak najszybciej chciał się przenieść. Wiosną 1775 wyjechał do Madrytu, do swojego szwagra Ramona Bayeu.

#### Na dworze królewskim
W 1775, dzięki protekcji Francisca Bayeu, jego talent dostrzegł nadworny malarz Anton Raphael Mengs i zlecił mu wykonanie pierwszej serii kartonów do tapiserii – olejnych obrazów o znacznych rozmiarach przygotowywanych jako wzór dla warsztatów tkackich Królewskiej Manufaktury Tapiserii Santa Bárbara w Madrycie. Na ich podstawie tkano barwne gobeliny, które zdobiły wnętrza królewskich posiadłości. Oznaczało to początek jego kariery na dworze. Goya wykonał 63 obrazy do gobelinów do dwóch królewskich pałaców, w tym 9 scen myśliwskich do jadalni w Eskurialu i 10 w El Pardo. Z uwagi na skomplikowaną treść jednego z obrazów, El ciego de la guitarra (Niewidomy gitarzysta), tapiseria zwróciła wzór, żądając jego uproszczenia. Goya, zanim go uprościł, dzięki sugestii Mengsa, wykonał według niego oryginalny miedzioryt, największy, jaki kiedykolwiek stworzył. Neoklasyczny wpływ Mengsa widoczny jest w pierwszych portretach malowanych przez artystę. Rychło jednak Goya znalazł własny styl – romantyzm, którego stał się prekursorem. Podczas gdy neoklasycyzm nawiązywał do kultury antycznej, romantyzm postrzegany był jako styl nowoczesny, pozostający pod wpływem dzikich i niekontrolowanych aspektów natury. Artysta przeprowadził się wtedy na stałe do Madrytu, gdzie zamieszkał w wynajmowanym domu przy Carrera de San Jerónimo.
W 1777 po raz pierwszy zapadł na ciężką chorobę i był bliski śmierci. Szybko jednak odzyskał zdrowie. W 1778 otrzymał od króla zlecenie na wykonanie rycin powielających obrazy Velazqueza – była to dla niego okazja do wnikliwego studiowania prac artysty, którego podziwiał.
W 1779 zmarł Anton Raphael Mengs, zwalniając prestiżowe stanowisko nadwornego malarza, o które ubiegali się Goya i Mariano Salvador Maella. Ostatecznie otrzymał je Maella, który posiadał już tytuł królewskiego malarza i miał przy awansie pierwszeństwo. To niepowodzenie, które Goya odebrał jako poniżenie, zostało mu wynagrodzone, kiedy jednogłośnie wybrano go na członka Akademii św. Ferdynanda. Na inauguracji 5 maja 1780 Goya przedstawił członkom komisji kwalifikacyjnej namalowanego według kanonów akademii neoklasycznego Chrystusa na krzyżu. Był to bardzo zachowawczy wybór – Goya słusznie był przekonany, że takie dzieło spotka się z uznaniem. Bardziej oryginalna praca niosła ze sobą ryzyko odrzucenia, na które artysta nie mógł sobie pozwolić.
W 1781 zmarł ojciec Goi (nie pozostawił po sobie testamentu, gdyż nie miał majątku) i siostra malarza – Rita. W korespondencji ze swoim przyjacielem Zapaterem, Goya żalił się, że nie mógł im towarzyszyć w ostatnich chwilach życia.

#### Konflikt z Franciskiem Bayeu
W 1780 doszło do sporu Goi z jego szwagrem Franciskiem Bayeu, w związku z realizacją fresków w bazylice del Pilar w Saragossie. Bayeu, który był odpowiedzialny za cały projekt, zlecił Goi namalowanie fresków na jednym ze sklepień kościoła, podczas gdy on i jego brat dekorowali pozostałe. Tematem fresków było przedstawienie Maryi Królowej Męczenników. Projekt Goi został przyjęty, ale sposób, w jaki wykończył swoje freski (w lekkim stylu opartym na szybkich, przypominających szkic pociągnięciach pędzla) odbiegał od pozostałych malowideł. Jego praca spotkała się z krytyką również dlatego, że ukończył ją dużo szybciej niż pozostali. Bayeu nazwał ją „jednym wielkim szkicem” i zażądał wprowadzenia poprawek. Goya odmówił i poprosił o opinię ekspertów z Akademii św. Ferdynanda, ujawniając przy tym swój dumny i porywczy charakter. Goya próbował wykazać swoją niezależność, Bayeu jednak udowodnił mu, że nie osiągnął jeszcze tak wiele, żeby dyktować warunki swojemu mistrzowi. Ostatecznie pod wpływem mediacji przyjaciół i braci z kartuzji Aula Dei Goya zgodził się na to, aby Bayeu „poprawił” jego freski. Lekki styl Goi został zamieniony na klasyczną wersję Bayeu. W konflikt została również zaangażowana żona Goi (pomimo że nie miała żadnego wykształcenia), która stanęła po stronie brata.
W 1781 Goya otrzymał w stolicy ważne zamówienie, które nie trafiło do niego poprzez braci Bayeu, lecz z polecenia hrabiego Floridablanki. Karol III był opiekunem jednej z największych świątyń w Madrycie – bazyliki San Francisco el Grande. Korzystający z protekcji króla zakon franciszkanów zamówił siedem obrazów mających zdobić ołtarze świątyni, a ich wykonanie zlecono siedmiu znanym malarzom epoki. Wśród wyróżnionych niewątpliwym zaszczytem artystów znalazł się Goya oraz: Francisco Bayeu, Gregorio Ferro, Mariano Salvador Maella, Andrés de la Calleja, Antonio González Velázquez i José del Castillo. Malowidła powstały w latach 1781–1783. Goya wykonał w kościele olbrzymie dzieło (o wymiarach 4,8 × 3 m) pt. Kazanie świętego Bernardyna ze Sieny przed Alfonsem Aragońskim. Wszystkie dzieła spotkały się z powściągliwą reakcją dworu; ku satysfakcji Goi najwięcej krytycznych uwag zebrał jego szwagier Bayeu.

#### Mecenat i praca dla arystokracji
Na początku lat 80. XVIII w. Goya powoli otwierał sobie drogę do kariery w środowisku madryckiej arystokracji. Zawarł znajomość z Jovellanosem, oświeceniowym prawnikiem i literatem o ugruntowanej pozycji na dworze. W 1783 wykonał portret królewskiego premiera hrabiego Floridablanki – był to pierwszy portret, który namalował dla tak ważnej osobistości. Znajomość z Jovellanosem zaowocowała licznymi zleceniami na portrety ważnych osobistości, a także samego króla. Wkrótce Goya stał się znanym i dobrze opłacanym portrecistą.
W tym samym okresie dzięki rodzinnym koneksjom nawiązał kontakt z wydalonym z dworu infantem Ludwikiem Antonim Burbonem (młodszym bratem Karola III) i jego żoną Marią Teresą de Vallabriga y Rozas. Goya odwiedził ich latem 1783 i 1784 w Arenas de San Pedro. Relacje Goi z małżeństwem infantów były bardzo serdeczne – stali się oni dla niego nie tylko ważnymi zleceniodawcami, ale także mecenasami. Maria Teresa podobnie jak Goya pochodziła z Saragossy. Małżeństwo dwukrotnie zapraszało malarza do swojej posiadłości i nie szczędziło mu pochwał i dowodów życzliwości. Również żona Goi przybyła do Arenas de San Pedro latem 1784 na zaproszenie Marii Teresy. W latach 1783–1784 Goya wykonał dla nich w sumie 16 obrazów. Najważniejszym z nich był Portret rodziny infanta don Luisa, który stał się wzorem grupowego portretu. Uznanie członków rodziny królewskiej nadało tempa jego karierze portrecisty. Infant mianował Camila, brata Goi, kapelanem w swojej rezydencji w Chinchón. Ludwik Antoni, który nie cieszył się dobrym zdrowiem, zmarł w 1785; dla Goi oznaczało to utratę cennego zleceniodawcy i mecenasa.
Mecenat nad Goyą roztoczyli także ważni przedstawiciele oświecenia – książę i księżna Osuny. Od 1785 Goya namalował dla nich kilka portretów (m.in. Książę i księżna Osuny z dziećmi), serię obrazów o tematyce ludowej do dekoracji ich letniej rezydencji, a także obrazy religijne.
W 1785, za pośrednictwem Ceána Bermúdeza, otrzymał zamówienie na portrety dyrektorów nowo powstałego Banco de San Carlos, instytucji finansowej poprzedzającej obecny Bank Hiszpanii. Jednym z sześciu portretowanych przez Goyę bankierów był Vicente Joaquín Osorio de Moscoso y Guzmán, hrabia Altamira – zamożny kolekcjoner sztuki należący do starej arystokracji. Zadowolony ze swojego portretu hrabia zatrudnił Goyę do sportretowania swojej najbliższej rodziny, mimo że wcześniej korzystał z usług Agustina Esteve. Na przełomie lat 1787–1788 Goya namalował dla hrabiego jeszcze trzy obrazy: sportretował hrabinę z córką, oraz jego synów Vicentego i Manuela. Podobizny chłopców są uważane za najbardziej udane portrety dziecięce w karierze malarza.

### Rozwój kariery
Goya szybko wspinał się po szczeblach kariery, zdobywając coraz ważniejsze funkcje na dworze i akademii. W 1785 został mianowany wicedyrektorem Akademii św. Ferdynanda, a następnie dyrektorem wydziału malarstwa (z funkcji tej zrezygnował w 1797 ze względu na stan zdrowia). Przygotował wtedy reformę nauczania, w której odważnie stwierdził, że „w malarstwie nie ma reguł”, podkreślał wagę swobody twórczej i wyobraźni. Odrzucił kopiowanie klasycznych dzieł sztuki i rycin jako najlepszą metodę nauki i zalecał studentom tworzenie bezpośrednio z natury.
W 1786, wraz z Ramonem Bayeu, oficjalnie został mianowany malarzem królewskim (Pintor del Rey) z roczną pensją 15 000 reali. W 1789 uzyskał tytuł malarza nadwornego (Pintor de Cámara) nowej pary królewskiej – Karola IV i Marii Ludwiki Parmeńskiej, a w 1799 awansował na najwyższe stanowisko pierwszego malarza nadwornego (Primer Pintor de Cámara) z pensją 50 000 reali oraz 50 dukatów na utrzymanie.

#### Atak choroby
Jesienią 1792 Goya poważnie zachorował; dokuczał mu ostry i przewlekły ból brzucha, miał zakłócony zmysł równowagi i halucynacje, czasowo tracił słuch i wzrok. Po dwóch miesiącach choroby poprosił króla o pozwolenie na wyjazd do Andaluzji w celu ratowania zdrowia. Wyjechał z Madrytu w styczniu 1793, jednak długa podróż wywołała kolejny atak choroby, prawdopodobnie udar mózgu. Z okolic Sewilli, gdzie nastąpiło pogorszenie, przewieziono go do Kadyksu, do domu jego przyjaciela Sebastiana Martineza. Rodzina Martineza oraz dwaj znani lekarze epoki (Katalończyk Francisco Canivell i Włoch José Salvarezza) czuwali nad jego leczeniem i rekonwalescencją. Nie wiadomo dokładnie, na jaką chorobę cierpiał malarz, badacze sugerują następujące możliwości: następstwa choroby wenerycznej, zakrzepicę żył, chorobę Ménière’a, zespół Vogta-Koyanagiego-Harady, zatrucie ołowiem z farb lub jadem kiełbasianym, polio, żółtaczkę czy zapalenie nerwów ucha środkowego lub opon mózgowych. Prawie rok walczył ze śmiercią, paraliżem i ślepotą – do Madrytu wrócił w czerwcu 1793. Doszedł do zdrowia tylko częściowo, pozostał jednak głuchy do końca życia.
Po powrocie do Madrytu starał się przekonać kręgi artystyczne, że choroba nie osłabiła jego zdolności malarskich, gdyż plotki o jego ułomności mogły poważnie zaszkodzić dalszej karierze. Szybko wrócił do pracy, mimo że nadal odczuwał następstwa choroby. Pracował nad kartonami do tapiserii, chociaż częściej malował mniejsze obrazy gabinetowe, które nie nadwerężały jego fizycznej kondycji.

#### Przyjaźń z księżną Alba
Około 1795 Goya poznał żonę markiza de Villafranca – księżną Alba. Księżna była nie tylko piękną, ale także bardzo inteligentną i postępową, jak na swoje czasy, kobietą. Otaczała się artystami i ludźmi oświecenia. Po śmierci jej męża w 1796, malarz spędził wiele miesięcy w towarzystwie księżnej w jej andaluzyjskiej rezydencji w Sanlúcar. Łączyła ich głęboka zażyłość, a według niektórych historyków był to nawet romans. Goya mógł być w niej zakochany, a z pewnością był pełen uwielbienia – świadczą o tym wykonane przez niego portrety księżnej pełne aluzji do osoby malarza. Jednak artysta miał już wtedy około 50 lat, był niemal całkowicie głuchy, a ponadto nie można było porównywać jego pozycji społecznej i wykształcenia ze statusem księżnej – ich domniemany związek miałby charakter skandalu. Bardziej prawdopodobne wydaje się, że księżna ceniła jego talent i sławę oraz schlebiał jej fakt bycia modelką i muzą sławnego artysty. Księżna zmarła nagle w 1802 w wieku 40 lat, przeznaczając część swojej spuścizny na dożywotnią rentę dla syna Goi – Francisca Javiera. Dla Goi jej śmierć była prawdziwym ciosem, który odbił się negatywnie na jego pracy. Przez dwa kolejne lata przyjmował niewiele zleceń i dopiero narodziny wnuka Mariana w 1806 oraz poważne zmiany na scenie politycznej kraju przywróciły mu siły i chęć do pracy.

### Okres wojny i restauracji
W latach 1807–1814 trwała wojna na Półwyspie Iberyjskim toczona przeciwko Napoleonowi. Król i królowa zostali zatrzymani we Francji i zmuszeni do abdykacji, a ich miejsce w stolicy zajął Józef Bonaparte. Hiszpanie nie zaakceptowali narzuconego władcy; w 1808 w Madrycie wybuchło krwawo stłumione powstanie Dos de Mayo.
W ciągu pierwszych miesięcy okupacji Goya wyjechał do Saragossy, aby namalować portret generała José de Palafoxa, heroicznego obrońcy miasta, oraz zobrazować powojenne spustoszenie w swoim rodzinnym mieście. Po powrocie do stolicy 23 grudnia 1808 przysiągł wierność Józefowi Bonapartemu, który zachował go na stanowisku nadwornego malarza. Goya przyjął postawę bliską konformizmowi, przez niektórych uważany był nawet za profrancuskiego kolaboranta. Z jednej strony obrazował cierpienie rodaków zmagających się z okupantem, głód i epidemie (Okropności wojny), a z drugiej malował portrety osób ze środowiska Bonapartego. Utrzymywał się także ze sprzedaży portretów i niewielkich obrazów sztalugowych. W tym okresie namalował również serię martwych natur nawiązującą do wojny, m.in. Martwą naturę z indykiem oraz pesymistyczne obrazy potępiające hiszpańskie zabobony, zacofanie i prostytucję m.in. Procesja biczowników, Pogrzeb sardynki, Maja i Celestyna. 11 listopada 1811 został odznaczony okupacyjnym Orderem Hiszpanii.
Dopiero po upadku Napoleona w 1813 na tron hiszpański wstąpił prawowity następca Ferdynand VII, przywracając stary porządek. Nowy król rozliczył się z liberałami, zwolennikami konstytucji i popierającymi Francuzów (tzw. afrancesados). Rozpoczął się okres prześladowań i masowej emigracji, przywrócono także inkwizycję. Goya został przesłuchany ze względu na swoją aktywność zawodową w latach okupacji oraz za namalowanie aktu Maja naga. Z zarzutów natury politycznej został szybko oczyszczony, z przewiny natury moralnej (posiadanie i malowanie aktów było zabronione i surowo ścigane) uwolniła malarza opinia eksperta, który wykazał inkwizytorom tycjanowską inspirację dzieła. Relacje Goi z nowym królem były raczej chłodne, utrzymał wprawdzie stanowisko nadwornego malarza, nie był jednak wzywany do pracy na dworze.
W 1814 Rada Regencyjna zleciła Goi namalowanie „najbardziej szlachetnych i heroicznych czynów lub scen z chlubnego powstania przeciw tyranowi Europy”. Artysta namalował dwa duże płótna ilustrujące powstanie mieszkańców Madrytu przeciw oddziałom Napoleona (tzw. Dos de Mayo), które wybuchło 2 maja 1808 i zostało krwawo stłumione. Pierwsze to Rozstrzelanie powstańców madryckich, którego oryginalny tytuł brzmiał: Rozstrzeliwanie na wzgórzu księcia Pío, a drugi to Szarża mameluków. Płótna te zainspirowały m.in. Edouarda Maneta (Rozstrzelanie cesarza Maksymiliana, 1867–1868), Wasilija Wierieszczagina (Rozstrzelanie podpalaczy Moskwy – 1897–1898) oraz Pabla Picassa (Masakra w Korei, 1951).
Po zakończeniu wojny i przywróceniu monarchii absolutnej rozczarowany polityką Goya odsunął się od życia publicznego. Poświęcił się pracy nad cyklem rycin pt. Tauromachia, których tematem była jego wielka pasja – walki byków.

#### Dom Głuchego
W atmosferze nieufności i podejrzeń, w 1819, Goya opuścił Madryt i nabył położoną na obrzeżach miasta posiadłość nazywaną Dom Głuchego (Quinta del Sordo). Poprzedni właściciel cierpiał na głuchotę i chociaż to do niego odnosiła się nazwa domu, pasowała również do Goi, który ogłuchł po przebytej w 1792 chorobie. Uważa się, że Goya wybrał tak odosobnione miejsce, aby oddalić się od dworu Ferdynanda VII lub by z dala od plotek zamieszkać ze swoją zamężną kochanką Leokadią Weiss (z domu Zorrilla). Zamieszkało z nimi również dwoje dzieci Leokadii – Guillermo i Rosario, która mogła być córką Goi.
W listopadzie 1819 Goya przeżył atak ciężkiej choroby (historykom nie udało się jej jednoznacznie zidentyfikować), która raczej nie była nawrotem dolegliwości z 1792 roku. W tym czasie opiekował się nim jego przyjaciel, lekarz Eugenio García Arrieta, specjalista od chorób zakaźnych. W dowód wdzięczności za opiekę i uratowanie życia Goya uwiecznił lekarza na bardzo osobistym Autoportrecie z doktorem Arrietą, który następnie podarował medykowi. Wielu krytyków uważa, że to właśnie pod wpływem przebytej choroby Goya rozpoczął pracę nad cyklem czternastu tajemniczych i pesymistycznych czarnych obrazów, które namalował na ścianach swojego domu.
Wielu artystów i polityków podobnie jak Goya wspierało idee francuskiego oświecenia oraz ich ważny owoc – konstytucję z 1812 roku. Wiadomo, że 8 kwietnia 1820 roku Goya był obecny w Akademii św. Ferdynanda na zaprzysiężeniu przywróconej konstytucji. Ostatecznie Ferdynand VII ponownie odrzucił ją trzy lata później.

#### Ostatnie lata we Francji
Po przywróceniu monarchii absolutnej w kraju zapanował terror i prześladowania profrancuskich kolaborantów oraz liberałów, z którymi sympatyzował Goya. Obawiając się konfiskaty majątku, we wrześniu 1823 przepisał swój dom na nieletniego jeszcze wtedy wnuka Mariana. Pierwsze miesiące 1824 spędził ukrywając się w domu swojego przyjaciela jezuity José Duaso y Latre. W tym czasie z pomocą młodego malarza Antonia de Brugady sporządził inwentarz dobytku znajdującego się w Domu Głuchego.
W 1824 król ogłosił powszechną amnestię, słusznie licząc na to, że opozycjoniści opuszczą kraj. Skorzystał z niej również Goya, który 2 maja poprosił o zgodę na wyjazd do uzdrowiskowej miejscowości Plombières we Francji, „aby leczyć swoje dolegliwości”. Nigdy nie dotarł do gorących źródeł w Plombières – udał się prosto do Bordeaux, gdzie przebywało już wielu hiszpańskich emigrantów. Początkowo śledzili go agenci króla, jednak szybko przekonali się, że 78-letni głuchy artysta jest dla monarchy nieszkodliwy. W Bordeaux zatrzymał się u swojego przyjaciela, pisarza Leandra Moratina, którego sportretował w tym samym roku. Otrzymał od niego list polecający, z którym udał się do Paryża. Niewiele wiadomo o jego pobycie we francuskiej stolicy – nie był tam znanym artystą, tylko nieliczni mieli okazję zetknąć się z jego rycinami, nie wspominając o malarstwie. Nie znał języka francuskiego i był głuchy, co bardzo utrudniało komunikację. Być może spotkał się z młodym Delacroix czy Dominique’em Ingresem, lub odwiedził Salon Paryski z 1824 roku, nie ma na to jednak dowodów. Nie miał własnej pracowni, a podczas pobytu w Paryżu namalował jedynie dwa portrety i jedną scenę walk byków. Spotkał się ze znajomymi z Hiszpanii, m.in. z kilkakrotnie portretowaną przez niego hrabiną Chinchón. Jesienią 1824 wrócił do Bordeaux, gdzie dołączyła do niego 36-letnia wówczas Leokadia z dwojgiem dzieci: synem Guillermem i 10-letnią Rosario. Goya otoczył Rosario szczególną opieką, udzielał jej lekcji malarstwa i starał się wysłać do szkoły w Paryżu.
Pod koniec 1825 zainteresował się nową techniką artystyczną – litografią. Wykonał w ten sposób grafiki, których tematem były walki byków (seria Byki z Bordeaux). Ta uwielbiana przez Goyę hiszpańska rozrywka nie miała entuzjastów we Francji, dlatego jego prace nie spotkały się z zainteresowaniem. Jednymi z ostatnich prac, które namalował, były akwarelowe miniatury na płytkach z kości słoniowej. W przeciwieństwie do tradycyjnych miniatur nie charakteryzowały się dbałością o szczegóły, ich styl był zamaszysty. W tym okresie wzrok malarza osłabł do tego stopnia, że mógł tworzyć jedynie przy pomocy szkła powiększającego. Mimo to nie tracił wigoru i chęci do pracy. Dwa ostatnie zbiory rysunków wykonane czarnym ołówkiem (Album G i H) są pełne energii i fascynacji człowieczym szaleństwem.
W 1825 Goya zwrócił się do Ferdynanda VII z prośbą o finansowe zabezpieczenie na starość, przypominając jednocześnie swoją wieloletnią służbę dla Korony. W 1826, pomimo problemów ze zdrowiem, udał się w tej sprawie do Madrytu. Dzięki wstawiennictwu dyrektora Muzeum Prado, José Rafaela de Silva Fernandeza, księcia de Híjar, król uznał jego zasługi i przyznał mu emeryturę w wysokości 50 000 reali rocznie oraz udzielił pozwolenia na dalszy pobyt we Francji. Tuż przed wyjazdem nadworny malarz króla Vicente López sporządził portret starego Goi. Goya wrócił do Madrytu jeszcze raz, latem 1827, namalował wtedy portret swojego wnuka Mariana. Po powrocie do Bordeaux, 2 kwietnia 1828, doznał wylewu, po którym zapadł w śpiączkę i zmarł w nocy z 15 na 16 kwietnia 1828 w wieku 82 lat. W ostatnich chwilach towarzyszyli mu Leokadia, malarz Antonio de Brugada i przyjaciel José Pío de Molina. Wezwany przez ojca Francisco Javier nie zdążył dojechać na czas; na miejscu była synowa, Gumersinda Goicoechea z wnukiem Marianem. Scenę przy łożu śmierci Goi uwiecznił młody litograf Francisco de la Torred.
Goya został pochowany na cmentarzu kartuzów La Chartreuse w Bordeaux, w krypcie rodziny swojego krewnego Juana Bautisty Muguiro (którego portret namalował w 1827), obok zmarłego trzy lata wcześniej Martina Miguela de Goicoechei, teścia jego syna. W 1899 z inicjatywy rządu hiszpańskiego jego prochy (z powodu niemożności identyfikacji razem z prochami Goicoechei) zostały przewiezione do Madrytu i pochowane w kolegiacie św. Izydora, później w tamtejszym panteonie wybitnych postaci. W 1929 przeniesiono je do krypty kościoła San Antonio de la Florida, którego sklepienie pokrywa fresk Goi przedstawiający cud wskrzeszenia zmarłego. Odkryto wtedy, że wśród szczątków brakowało czaszki malarza.

## Twórczość
Był malarzem bardzo płodnym i wszechstronnym, otwartym na nowe techniki malarskie, w efekcie jego styl ciągle ewoluował. Tworzył obrazy sztalugowe i ołtarzowe, projekty tapiserii, malowidła ścienne, cykle graficzne, szkice, rysunki i miniatury. Malował portrety, sceny myśliwskie i rodzajowe, obrazy religijne, mitologiczne, historyczne i alegoryczne oraz martwe natury. Nie stronił od grawerstwa, tworząc akwaforty. Pozostawił około 700 malowideł, 280 grafik i tysiąca rysunków. Największa kolekcja jego dzieł (ok. 130 płócien) znajduje się w Muzeum Prado w Madrycie.
Tworzył w okresie neoklasycyzmu, ale jego twórczość ewoluowała od późnobarokowych form malarstwa religijnego (freski w kościołach), poprzez pogodne kompozycje rokokowe (projekty tapiserii), po mroczne fantasmagorie w duchu romantyzmu.

### Tematyka
Poruszana przez niego tematyka jest bardzo szeroka, zaliczają się do niej m.in.: tematy społeczno-polityczne i historyczne, wojna, krytyka arystokracji i kleru, krytyka nieszczerej religijności, gloryfikacja pracy, prostytucja, żebractwo oraz gusła.

### Technika i styl
Głównym środkiem artystycznego wyrazu dla Goi był kolor. Jego paleta kolorystyczna nie była jednak zbyt rozbudowana. Składała się z ok. 10 kolorów, z czasem ograniczona została do trzech, czterech. Po chorobie w 1792 jego rejestr kolorystyczny stał się stopniowo coraz niższy i ciemniejszy. Był pierwszym malarzem, który emocje (np. strach, okrucieństwo) wyrażał nie poprzez rysy twarzy, gestykulację czy mimikę, ale poprzez ekspresję samych elementów formalnych: gwałtowność kontrastów, zwłaszcza czerni i bieli, zderzenie kierunków napięcia lub kształt plamy. Często malował na bazie czerwonego podkładu, dzięki któremu twarze portretowanych nabierały ciepłych refleksów. Stosował także laserunki.
We wczesnych pracach Goi odczuwa się wpływ jego nauczyciela Luzana i reprezentowanej przez niego szkoły neapolitańskiej oraz artystów neoklasycznych. W jego pierwszych projektach tapiserii widoczny jest wpływ Giaquinta, a następnie Tiepola, od którego zapożycza rozwiązania kompozycyjne i kolorystyczne. W latach 80. wykształcił swój własny styl, charakteryzujący się szybkimi pociągnięciami pędzla, niekiedy przypominającymi szkic. Odrzucił wtedy drobiazgowość i perfekcję stylu rokoko czy préciosité, niejednokrotnie narażając się na krytykę.
Goya wykazał znajomość technik artystycznych jako malarz, rysownik i rytownik. Kiedy był już w zaawansowanym wieku, zainteresował się także litografią. Pod koniec życia wykonał ok. 40 miniatur na kości słoniowej (np. Mężczyzna iskający pieska), z których dotychczas udało się zidentyfikować 25.

### Gatunki

#### Projekty tapiserii
W latach 1775–1792 zaangażowany przez Antona Raphaela Mengsa wykonał kilka serii wzorów gobelinów dla Królewskiej Manufaktury Tapiserii Santa Bárbara w Madrycie. Były to malowidła olejne na płótnie, wykonane w skali 1:1 (w ściśle określonym formacie), w oparciu o które tkano gobeliny (czasem w kilku wersjach), przeznaczone do konkretnych pomieszczeń królewskich pałaców Eskurialu i El Pardo.
Zachowały się nieomal wszystkie projekty (63 wzory) oraz dokumentacja, pozwalająca ustalić dokładne daty ich powstania i lokalizację każdego z nich. Obecnie można je oglądać w madryckim Prado. Były to przeważnie sielskie sceny rodzajowe w stylu rokoka, przedstawiające życie prostych ludzi, oddających się zabawom pod gołym niebem, sceny myśliwskie, zabawy dziecięce, cykl pór roku. Pierwsza seria dziewięciu wzorów została wykonana w 1775 i była przeznaczona do sali jadalnej księcia Asturii w Eskurialu, przedstawiała sceny związane z polowaniem, m.in. Polowanie na przepiórki. Druga i trzecia seria składały się kolejno z dziesięciu i dwudziestu wzorów i były przeznaczone do sali jadalnej pałacu Pardo. Były to scenki rodzajowe, ukazujące majas (uwodzicielskie dziewczęta z ludu o gorącym temperamencie) i majos (młodych, krewkich plebejskich kawalerów) w zabawie, tańcu i innych ludowych rozrywkach.
W 1788 powstało pięć szkiców olejnych do projektów gobelinów, które nie zostały zrealizowane ze względu na śmierć zleceniodawcy – króla Karola III. Przeznaczone były do sypialni księżniczek w pałacu Pardo, m.in.: Podwieczorek na wsi, Pustelnia św. Izydora oraz Łąka św. Izydora. To ostatnie płótno przedstawia doroczną pielgrzymkę mieszkańców Madrytu, która odbywała się 15 maja, w dzień patrona miasta – św. Izydora Oracza. Wielką łąkę nad brzegami rzeki Manzanares wypełnia świętujący tłum przedstawicieli wszystkich warstw społecznych. W tle widać panoramę miasta, z dominującymi bryłami pałacu królewskiego i bazyliki San Francisco el Grande. W czasach Goi pielgrzymka ta zatraciła już swój religijny charakter i stała się okazją do odświętnego pikniku. Ten sam motyw przedstawił Goya ponownie wiele lat później, w jednym z czarnych malowideł, postrzegając pielgrzymkę do źródła św. Izydora jako ponury koszmar nocny, przerażający objaw degeneracji fizycznej, umysłowej i moralnej.
Ostatnia seria siedmiu projektów została ukończona w 1792 z przeznaczeniem do gabinetu królewskiego w Eskurialu. Zgodnie z życzeniem króla, miały to być scenki „wiejskie i wesołe”, ale wyraźnie zaznaczyły się w nim akcenty krytyki społecznej m.in.: Wesele i Kukła.

#### Portrety
Goya malował liczne portrety panujących królów, członków rodziny królewskiej, dostojników dworskich, hiszpańskich arystokratów, słynnych toreadorów i dzieci. Były to najczęściej przedstawienia całopostaciowe (en pied), na neutralnym tle. Przedstawione osoby niejednokrotnie sprawiają wrażenie osamotnionych, wyalienowanych, ogarniętych smutkiem (Portret hrabiny Chinchón). W jego portretach widoczny jest silny wpływ Velazqueza, zwłaszcza w sposobie operowania światłem i przestrzenią oraz nakładania plam farby. Pierwszy portret na zlecenie wykonał w 1783 dla hrabiego Floridablanki. Wiele postaci portretował kilkakrotnie, m.in. księżną Alba, króla Karola IV i królową Marię Ludwikę, króla Ferdynanda VII. W latach 1800–1808 namalował ok. 50 wizerunków, łączących w harmonijny sposób lekkość rokoka, powściągliwość klasycyzmu i swobodę wczesnego romantyzmu. Pozostawił także kilkanaście autoportretów. Swoją uwagę koncentrował na twarzy modeli, starając się przede wszystkim zgłębić ich psychikę. Potrafił ukazać na płótnie nastrój, osobowość czy też status społeczny modela. Zrywając z wszelką idealizacją, bezlitośnie wydobywał na światło dzienne najbardziej charakterystyczne cechy przedstawianych postaci, często ocierając się wręcz o karykaturę.
Na szczególną uwagę zasługują jego portrety grupowe. W 1784 powstał Portret rodziny infanta don Luisa, młodszego brata króla Karola III. Artysta sportretował rodzinę i służbę w porze wieczornej – pan domu gra w karty, służący rozczesuje włosy jego żonie. Scenę cechuje klimat familijnej intymności oraz niezwykłe efekty kolorystyczne. W 1788 powstał utrzymany w niebieskawo-szarej tonacji portret Książę i księżna Osuny z dziećmi. Goya niemal wnika w duszę modeli, uwydatniając dobrotliwość księcia, głęboką inteligencję księżnej oraz wdzięk czworga ich dzieci.
W 1800–1801 powstał wielkoformatowy monarszy portret reprezentacyjny Rodzina Karola IV, który bezlitośnie obnażał całą moralną nędzę dostojnych osób, wyzierającą spoza powierzchownego przepychu i oficjalnej pompatyczności. Skontrastowanie rzeczywistości z pozorami otarło się wręcz o karykaturę. Wykonanie obrazu zostało poprzedzone wstępnymi studiami wszystkich osób (pięć z nich przechowywanych jest w Muzeum Prado).
Około 1805 na zlecenie ministra Godoya powstały dwa słynne dzieła Maja naga i Maja ubrana, które w kolekcji Godoya figurowały jako Cyganki. Do obrazów pozowała prawdopodobnie jedna z kochanek ministra, a później jego żona – Pepita Tudó. Oba płótna skonfiskowano Godoyowi w 1815. Przez wiele lat płótna znajdowały się w siedzibie Akademii San Fernando. Dopiero w 1901 zostały udostępnione publiczności w Muzeum Prado.

#### Freski
Po powrocie z Włoch w 1771, pomimo braku akademickiego wykształcenia, Goya wygrał konkurs na wykonanie cyklu fresków w bazylice Nuestra Señora del Pilar w Saragossie. Dziesięć lat później ozdobił sklepienie tego kościoła malowidłem Matka Boża jako Królowa Męczenników. Dzięki szwagrowi Manuelowi Bayeu, który był kartuzem i również trudnił się malarstwem, uzyskał zamówienie na wykonanie 11 malowideł ze scenami z życia Marii na ścianach oratorium w kartuzji Aula Dei w Saragossie (1773–1774). Był też autorem oryginalnych fresków w kaplicy San Antonio de la Florida w Madrycie (1798). W malowidłach ściennych pozostawał pod wpływem Giovanniego Battisty Tiepola i Corrada Giaquinta.

#### Grafiki
Pierwsza znana odbitka graficzna Goi Ucieczka Świętej Rodziny do Egiptu, wykonana w tradycyjnej technice akwaforty, powstała w związku z wykonaniem fresków w kartuzji w Aula Dei. W 1778 po przebytej chorobie bardziej zainteresował się tą techniką, jednak pierwsze ryciny nie były udane. Dopiero w 1799 ukazał się cykl grafik pt. Kaprysy. Malarz mistrzowsko połączył tu dwie techniki – akwafortę i akwatintę. W pierwotnym zamyśle autora cykl miał nosić tytuł Sny. Ryciny nie zostały ułożone według określonego porządku. Celem cyklu, jak podano w zawiadomieniu reklamującym serię, było „potępienie ludzkich błędów i wad” oraz „ekstrawagancji i szaleństw” właściwych każdemu cywilizowanemu społeczeństwu. Motywem przewodnim cyklu był tytuł ryciny nr 43: Gdy rozum śpi, budzą się demony, która w pierwotnej wersji miała otwierać serię, jednak zastąpiona została autoportretem. Z 300 egz. sprzedano zaledwie 7 tek. Pozostała część nakładu została sprzedana królowi. Powodem mogła być obawa przed interwencją inkwizycji. Już po śmierci malarza, w 1863 ukazały się Okropności wojny. Cykl 82 rycin (akwaforta z akwatintą) powstawał w latach 1810–1815 pod wpływem doświadczeń wojny hiszpańsko-francuskiej.
Również po śmierci artysty wydano grafiki opracowane w latach 1815–1823 pt. Szaleństwa. Wydawcy cyklu, eksperci z Akademii św. Ferdynanda, nie wiedząc o istnieniu odbitek opatrzonych przez Goyę tytułami, nazwali je Przysłowiami, uznając je za ilustracje znanych przysłów hiszpańskich. Ryciny wyrażały absurd egzystencji, siłę zła, wszechobecność obłudy, nieuchronne zwycięstwo cierpienia, starości i śmierci. Miejsce tłumu wypełniły groźne potwory, absurdalne i nierealne zjawy – owoce halucynacji i majaczeń.
W wieku 79 lat Goya opanował nową technikę graficzną – litografię. Pierwszą wykonał w 1819 (Stara prządka). W 1825 ukazał się cykl litografii pt. Byki z Bordeaux.

#### Rysunki
Wszystkie rysunki Goi zostały zebrane w ośmiu albumach i oznaczone literami od A do H. Albumy ukazują, jak zmieniał się stosunek Goi do rysunków: od szybkich notatek i szkiców pomocniczych ku traktowaniu ich jak prace autonomiczne, posiadające pełną wartość artystyczną. Cechuje je spontaniczność i bezpośredniość oraz osobisty charakter. Jednymi z najbardziej znanych rysunków Goi są te przedstawiające księżną Alba oraz poruszające alter-ego malarza – wspartego na laskach starca – opatrzone podpisem Aún aprendo (Wciąż się uczę).

#### Czarne obrazy
Po kryzysie wywołanym ciężką chorobą w 1792, która spowodowała jego niemal całkowitą głuchotę i poważnie zagroziła życiu malarza, integralną częścią jego wizji malarskiej stały się deformacja, brzydota, monstrualność oraz zjawy, gusła i sabaty czarownic. Przestał malować na zamówienie, opanowała go własna wizja świata. Powtórna ciężka choroba w 1819 wtrąciła malarza w jeszcze większy kryzys, co znalazło odbicie w tzw. czarnych obrazach oraz w cyklu grafik Szaleństwa. W latach 1821–1823 namalował na ścianach swojej rezydencji Domu Głuchego 14 obrazów. Malowidła zostały wykonane farbą olejną bezpośrednio na tynku, bez odpowiedniego przygotowania ścian właściwego dla fresku. Ciemną paletę ograniczył do kilku kolorów. Obrazy te, to przejmująca wizja upadku dawnego świata, obraz nędzy i rozpadu tradycyjnych wartości, zniszczenia i samozagłady (np. Saturn pożerający własne dzieci). Za sprawą niemieckiego bankiera Emila d’Erlangera, późniejszego właściciela domu, zostały one przeniesione na płótno i przekazane w 1881 Muzeum Prado.

## Wpływ na malarstwo
Goya miał istotny wpływ na oblicze sztuki w kolejnych wiekach. Potrafił łączyć techniki i tematykę dawnej sztuki z elementami bliskimi współczesnemu malarstwu. Z tego powodu jest nazywany „ostatnim starym mistrzem i pierwszym malarzem nowoczesnym”. Szczególnie jego późniejsze dzieła wydają się zapowiedzią impresjonizmu i ekspresjonizmu. Zamaszysty sposób nakładania farby bywa bliski abstrakcji, a bunt przeciwko konwencjom w sztuce przywodzi na myśl założenia surrealizmu. Goya stał się źródłem inspiracji dla XIX-wiecznych malarzy takich jak Eugène Delacroix, Édouard Manet, Honoré Daumier i XX-wiecznych takich jak Edvard Munch, Otto Dix, oraz Pablo Picasso i Francis Bacon. Inspirował impresjonistów, symbolistów, ekspresjonistów, fowistów i surrealistów.

## Myśli Goi o sztuce
- „Miałem trzech mistrzów: Velazqueza, Rembrandta i Naturę”[77]
- „W malarstwie nie obowiązują żadne reguły i normy”[78]
- „W naturze nie ma linii ani koloru, jest tam tylko słońce i są cienie. Kawałkiem węgla mogę zrobić obraz”[78]
- „Najlepszy portret to ten, który maluje się z natury”[79]
- „Gdyby artyści chcieli pracować tylko pod sprawiedliwymi rządami, to kiedy w ogóle mogliby pracować?”[80]
- „Świat jest maskaradą; twarz, strój, głos – wszystko jest kłamstwem. Każdy udaje kogoś, kim nie jest, wszyscy zwodzą wszystkich, nikt nie zna siebie samego” (autorski komentarz do ryciny nr 6 z cyklu Kaprysy)[81]
- „Tylko nie mów, że to moja robota!” (do przyjaciela, stojąc przed jednym ze swoich dzieł)[80]

## Goya w oczach potomnych
- „Aby mógł w pełni rozwinąć swój geniusz, musiał ryzykować, że jego sztuka przestanie się podobać”. (André Malraux, 1950)[82]
- „Kompozycje Goi spowija głęboka noc, z której błysk światła wydobywa blade sylwetki i dziwaczne upiory”. (Théophile Gautier, 1840)[83]
- „W jego twórczości rozeszły się drogi sztuki i piękna. Treści, o których przyszło Goi (…) mówić, wymagały innych kategorii estetycznych”. (Jan Białostocki, 1963)[84]
- „Siłą jego sztuki jest prowokacyjna kpina. Ów śmiech może być pogardliwy, albo pochlebny. Goya nie ubiega się o nasze względy: to wy jesteście na jego łasce. On was wychowuje i wystawia na próbę”. (André Suares, ok. 1938)[85]
- „Wszystko, co mu zawdzięcza sztuka nowoczesna, pozostawało w całkowitej sprzeczności z malarstwem akademickim i neoklasycystycznym jego epoki”. (Pierre Gassier, 1970)[86]
- „Goya ukazuje jedną z najważniejszych właściwości sztuki, która potrafi brutalnie zmusić nas do zobaczenia najstraszniejszych stron życia, czego zwykle za wszelką cenę staramy się unikać”. (José Ortega y Gasset, 1950)[84]
- „Ekscentryczny sposób malowania Goi nie ustępował ekscentryczności jego talentu. W dużej kadzi trzymał farbę. Nakładał ją czym się dało: pędzlem, szpachlą, ścierką, gąbką, lub kiedy miał pod ręką coś innego, to czymś innym. Walił pigmenty niby murarz murarską zaprawę, a później cyzelował tony uderzeniami kciuka”. (Théophile Gautier, 1845)[78]
- „Ze zdumiewającą łatwością chwytał charakterystyczne cechy każdego ze swych modeli i najgłębszą istotę ich osobowości. To wydobywanie pokładów świadomości, wnikliwość i ironia obserwacji czyniła zeń portrecistę niezrównanego. Majestatyczny jak Tycjan, świetlisty jak Veronese, potężny jak Rembrandt, prawdziwy jak Velázquez, elegancki jak Watteau – był tym wszystkim naraz”. (Xaviere Desparment Fitzgerald, 1956)[87]
- „Goya jest artystą zawsze wielkim, często przerażającym. Wraz z wesołością, jowialnością, z satyrą hiszpańską z pięknej epoki Cervantesa łączy ducha znacznie bardziej współczesnego albo przynajmniej takiego, który w czasach współczesnych jest znacznie bardziej poszukiwany: wyrażającego się w zamiłowaniu do rzeczy nieuchwytnych, upodobaniu w gwałtownych kontrastach, okropnościach natury, fizjonomiach ludzkich dziwacznie zezwierzęconych pod wpływem okoliczności”. (Charles Baudelaire, 1857)[88]
- „Wielka zasługa Goi polega na stworzeniu potworności prawdopodobnej. Jego potwory rodzą się zdolne do życia, harmonijne. Nikt nie posunął się tak daleko jak on w stronę możliwego absurdu. Wszystkie te konwulsje, te bestialskie twarze, te diaboliczne grymasy są przesiąknięte «ludzkością»”. (Charles Baudelaire, 1857)[89].
- „Goya (…) zapowiada artystę romantyzmu: samotnego, wyklętego, ale wolnego. Nie jest rzeczą obojętną, że w tej samej chwili dwaj nieznający się geniusze, obaj dotknięci głuchotą, Goya i Beethoven, otwierają drogę sztuce nowego wieku. Żaden z nich nie jest romantykiem, lecz właśnie w nich romantycy dostrzegają wzór”. (Alfonso Pérez Sánchez, 1989)[90].
- „Zgroza, lęki, szyderstwo, okrucieństwo dochodzące do głosu w twórczości Goi, wyrażają ból, a ten, kto zdolny będzie, obcując z tym dziełem, odczuć ból, dotknie samego siebie. Można więc nazwać też Goyę pierwszym w malarstwie egzystencjalistą”. (Gerard Legrand, 2005)[91].
- „Goya nigdy nie starał się o malowniczą pozę i wymyślne ugrupowanie swoich modeli. Nie uznawał makijażów czy modeli manekinów, jak to było często praktykowane, aby nie fatygować osób dostojnych. Zawsze malował całość z natury, rzadko posługując się szkicami przygotowawczymi”. (Maria Rzepińska, 1979)[92].
- „(…) pozostawił po sobie obrazy i rysunki, grafiki pełne potworności, demonów i tego wszystkiego, co człowiek potrafi zrobić z człowiekiem, jeśli zostawić mu wolną rękę – i z czego potem się rodzą wyrzuty sumienia i sztuka”. (Jacek Kaczmarski, 2000)[93].

## Literatura i film
- Film Godzina odważnych w reżyserii Antonia Mercero z 1998 roku
- Film Volavérunt w reżyserii Bigasa Luny z 1999 roku
- Film Goya w reżyserii Carlosa Saury z 1999 roku
- Film Duchy Goi w reżyserii Miloša Formana z 2006 roku
- Powieść Saturn. Czarne obrazy z życia mężczyzn z rodziny Goya Jacka Dehnela z 2011 roku
- Wiersz Jacka Kaczmarskiego Sąd nad Goyą z 1999 roku